# ドーム球場

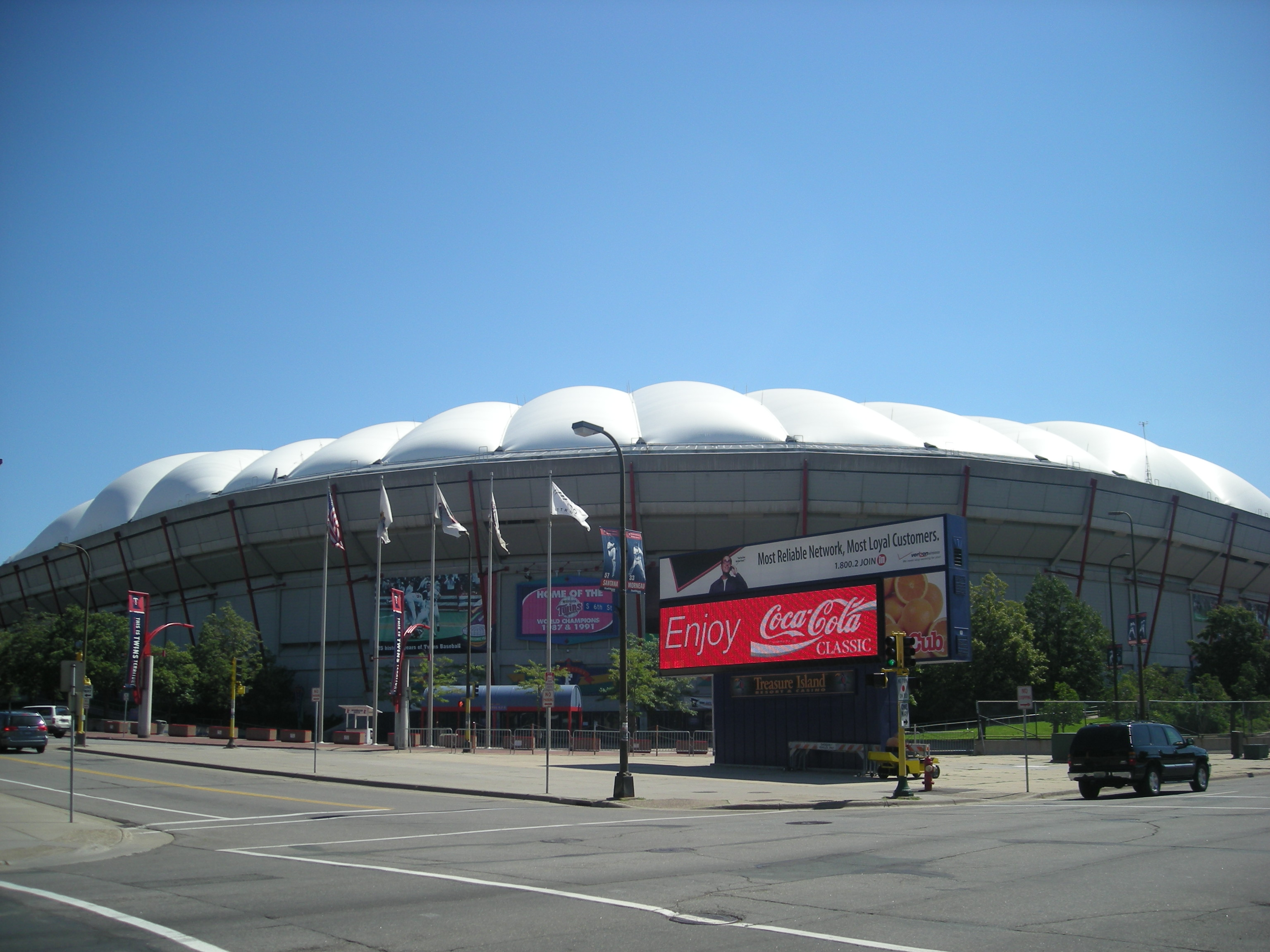
ヒューバート・H・ハンフリー・メトロドーム（通称・メトロドーム）（2014年解体）

ドーム球場（ドームきゅうじょう、英: domed stadium）は、ドーム状の屋根を備えた球技用のスタジアムの一種。日本ではドーム屋根を備えた野球場を指すことが多い。

## 日本

### 歴史
日本では1988年（昭和63年）、東京ドーム（東京都文京区）が日本国内で最初のドーム球場として竣工した。ヒューバート・H・ハンフリー・メトロドーム（通称：メトロドーム）をモデルに設計され、メトロドームと同じ空気膜構造方式（エアドーム）を採用している。屋根には二重のテフロン膜を使用して、この幕の間に常時空気を送り込み、更にドーム内の空気圧を0.3 %高めて膨張させている。ドーム開きとなった同年4月の公式戦開幕日、首都圏は季節外れの豪雪となったが、ドームの中では快適な野球環境が整えられたため「早速ドーム効果が現れた」と話題になった。
これを嚆矢として日本にはドーム球場が次々と建設され、1993年（平成5年）に国内2番目のドーム球場として「国内初の開閉式屋根」を取り入れた福岡ドーム（福岡県福岡市）が、1997年（平成9年）に大阪ドーム（大阪府大阪市）とナゴヤドーム（愛知県名古屋市）がほぼ同時期に、1999年（平成11年）には既存の屋外球場をそのまま活用し、足掛け3年の工期を経て段階的に屋根を架設するという世界でも稀な工法でドーム化した西武ドーム（埼玉県所沢市）が、2001年（平成13年）には屋外のオープンアリーナで養生している天然芝のグラウンドを空気圧で浮上させドーム内に移動させる「ホヴァリングシステム」を世界で初めて採用し、サッカーやラグビーなどにも対応可能な札幌ドーム（北海道札幌市）が完成・開場した。このほか、2023年（令和5年）には、開閉式屋根を備えた屋内型球場であるエスコンフィールドHOKKAIDO（北海道北広島市）が完成・開場したが、こちらは三角屋根でドーム屋根ではないため「ドーム球場」ではなく「開閉式屋根付きボールパーク」と呼ぶのが適切である。
2023年（令和5年）時点では、上記のうち札幌ドームを除く計6か所が日本野球機構（NPB）加盟球団の専用球場（本拠地）として使用されており、セ・パ12球団のうち半数の球団がドーム球場ないし屋内型球場を本拠地としている。後述するようにアメリカ合衆国では新古典派と呼ばれる開放式への回帰が進んでいるが、日本の気候はアメリカと比べて雨が多く暑い気候であることや、野球以外での興行を入れて稼働率を高める目的があり、ドーム球場ないし屋内型球場が多くなる傾向がある。

### NPB本拠地球場
- 東京ドーム（東京都文京区、読売ジャイアンツの本拠地）
- 福岡ドーム（福岡県福岡市、福岡ソフトバンクホークスの本拠地）
- 大阪ドーム（大阪府大阪市、オリックス・バファローズの本拠地）
- ナゴヤドーム（愛知県名古屋市、中日ドラゴンズの本拠地）
- 西武ドーム（埼玉県所沢市、埼玉西武ライオンズの本拠地）
- エスコンフィールドHOKKAIDO（北海道北広島市、北海道日本ハムファイターズの本拠地。三角屋根であり厳密にはドーム球場ではないが、屋根付きであるため呼ばれることがある）

※竣工日順
大館樹海ドーム（秋田県大館市）、仙台市屋内グラウンド（シェルコムせんだい、宮城県仙台市）などはNPB本拠地球場ほどの規模ではないが硬式野球の実施が可能である。出雲ドーム（島根県出雲市）はフィールドが狭隘で、且つ試合の実施に見合う天井高が確保されていないため、現在は硬式野球の公式戦は行われていない。
また硬式野球以外では札幌コミュニティドーム（つどーむ）、グリーンドーム前橋（日本トーターグリーンドーム前橋）、彩の国くまがやドーム、新天城ドーム、有明コロシアム、TIPSTAR DOME CHIBA（千葉競輪場）、こまつドーム、長浜ドーム、四日市ドーム、但馬ドーム、豊田スタジアム、御崎公園球技場（ノエビアスタジアム神戸）、北九州メディアドーム（小倉競輪場）、大分スポーツ公園総合競技場（昭和電工ドーム大分）などの施設が屋根を架設しており、これらのうち札幌コミュニティドーム、グリーンドーム前橋、彩の国くまがやドーム、長浜ドーム、四日市ドームを除く施設は屋根の開閉が可能となっている。ただし、スライド式のルーフ状屋根を持つもの（有明コロシアム、豊田スタジアム、御崎公園球技場）はドーム球場（ドーム状屋根を持つ球場）に該当しない。

### ドーム球場での野球の特別ルール
ドーム球場で野球を行う場合に、屋根やスピーカーなどの懸垂物（屋根から垂れ下がっているもの）に打球が当たるなどの場合に、特別グラウンドルールを設定している。

#### 東京ドーム
| 場合                                                     | 対処 |
| -------------------------------------------------------- | --- |
| フェア地域、ファウル地域に関わらず打球が天井に触れた場合 | ボールインプレイ（プレイ続行）であり、地面などに触れる前に野手が捕球すれば打者はアウトである。地面などに触れた場合は、打球の位置によってフェアかファウルかが判定される。即ち、天井に当たらなかった場合と同じ扱いがなされる。 - 天井に当てた選手の第1号は1988年7月4日のダラス・ウイリアムズ（阪急）。ファウル地域の天井に当てた。日本人選手では1990年6月3日の原辰徳（巨人）がファウル地域の天井に当てたのが最初。 - フェア地域の天井に初めて当てたのは1990年6月5日のラルフ・ブライアント（近鉄）。天井に当たった打球を二塁手の五十嵐信一（日本ハム）が捕球してアウトとなった。後述の外野の上部懸垂物に当てた本塁打はこの翌日に出ている。 - 2005年7月30日の巨人対中日12回戦では、通算350本塁打まであと1本に迫っていた江藤智が本塁打性の当たりを放つも、天井に当たって左翼手の英智に捕られ、結局この年は本塁打を打つことができなかった。 - 松井秀喜（巨人）は天井に当たった打球がそのまま本塁打という経験を2度している。 - 2009年9月4日の巨人対ヤクルト17回戦では2回裏に阿部慎之助が内野の天井に、9回裏に小笠原道大が右翼の天井に打球を当てたが、そのままフェア地域へ落下したため安打が記録された（阿部は単打、小笠原は二塁打）。 |
| 打球が外野の上部懸垂物に当たったり挟まったりした場合     | 天井に当たった場合と同じ - 2015年まではボールデッド（プレイ中断）になり、フェア地域では本塁打、ファウル地域ではファウルボールとされていたが、天井大型スピーカーの撤去に伴い2016年に廃止。 - これによって本塁打が記録された初のケースは1990年6月6日のブライアント（近鉄）で、これ以後外野中央上空のスピーカーに打球を当てた選手には、2016年にスピーカーが撤去されるまで、スピーカーのメーカーから300万円が支払われることになっていた。ブライアント以外では、2008年6月7日にフリオ・ズレータ（ロッテ）が当てただけである。 |
| 打球が天井に挟まった場合                                 | ボールデッドになり、フェア地域の場合は二塁打、ファウル地域の場合はファウルボール。 - 2002年7月18日の巨人対横浜戦で松井秀喜（巨人）の打球が天井に挟まり、二塁打と認定された。後日このボールはドーム屋根裏より取り出され、本人の直筆サイン入りで野球体育博物館に展示されている。 - 2016年11月13日の日本代表（侍ジャパン）対オランダ代表戦で、大谷翔平（日本ハム）が右翼方向に高く飛球を打ち上げ、天井の隙間に飛び込み、落ちてこなかったため、二塁打となった。ボールは翌日午後、東京ドーム関係者が捜索したところ、一塁側2階席上部の屋根の縁で発見された。このボールは、同年11月29日から野球殿堂博物館にてサイン入りで展示されている。 |

#### 福岡ドーム（福岡PayPayドーム）
| 場合                                                     | 対処                                                                              |
| -------------------------------------------------------- | --------------------------------------------------------------------------------- |
| フェア地域、ファウル地域に関わらず打球が天井に触れた場合 | 東京ドームと同じ。                                                                |
| 天井や懸垂物、鉄柱に挟まった場合                         | 大阪ドームと同じ。ただし、フェア地域であれば打った選手に賞金500万円が支払われる。 |

#### 大阪ドーム（京セラドーム大阪）
| 場合                                                     | 対処 |
| -------------------------------------------------------- | --- |
| フェア地域、ファウル地域に関わらず打球が天井に触れた場合 | 東京ドームと同じ。ただし、移動式屋根「スーパーリング」の最も外側のリングに入った場合のみ本塁打となる。 - この本塁打を打ったことがあるのは中村紀洋（近鉄）のみで、アレックス・カブレラ（西武）は最も外側のリング下部に当たり、打球方向が変化して左翼上段スタンドに入った。 - 2002年頃、当時近鉄の監督だった梨田昌孝の提案で、二番目に外側のリングの内側に入っても本塁打とするというルールに変更された。これは、中村が明らかに本塁打になるだろうと思われた打球が二番目に外側のリング内側に入り、落ちてきたところを遊撃手に直接捕られたということがあったため。 - 2010年8月15日に行われた阪神対ヤクルト戦で、金本知憲の打球が天井に触れフェア地域に落ちた。本来ならば打球が当たった時点では上記の通りボールインプレイのはずだが、一塁塁審の坂井遼太郎はその時点でファウルボールと判定してしまった。その後審判員が協議したが結局判定がくつがえることなく、金本はファウルボールを打ったものとして試合が再開された。審判団は試合後に誤審を認めた。なお、その打席で金本は本塁打を打っている。 |
| ファウル地域側の天井に当たった場合                       | 直ちにボールがプレイングフィールド側に戻ってきてもファウルボール。 |
| 天井や懸垂物、鉄柱に挟まった場合                         | ボールデッドになり、フェア地域の場合は二塁打、ファウル地域の場合はファウルボール。 - 2012年のオールスターゲーム第1戦で中田翔（日本ハム）が第1打席にこの認定二塁打を記録している。 |

#### ナゴヤドーム（バンテリンドーム ナゴヤ）
| 場合                                                     | 対処 |
| -------------------------------------------------------- | --- |
| フェア地域、ファウル地域に関わらず打球が天井に触れた場合 | 東京ドームと同じ。 |
| 打球が外野の上部懸垂物に当たったり挟まったりした場合     | 東京ドームと同じ。 - 2009年5月7日の中日対広島戦で、トニ・ブランコ（中日）が左翼席上方の天井に吊り下げられたスピーカーに打球を当て、本塁打と認定された。ナゴヤドームではこれが初のケース。 |
| 打球が天井に挟まった場合                                 | 東京ドームと同じ。 |
| 内野中央にあるスピーカー                                 | 当たった場合はボールインプレイ。挟まった場合はボールデッドになるとともに二塁打になる。 |

#### 西武ドーム（ベルーナドーム）
| 場合                                                     | 対処 |
| -------------------------------------------------------- | --- |
| フェア地域、ファウル地域に関わらず打球が天井に触れた場合 | 外野フェア地域の天井に当たった場合は本塁打となる。それ以外は東京ドームと同じ。 - アレックス・カブレラ（西武ほか）が天井に当たる打球を連発し、本塁打を多く損したことに由来する。 |
| 天井や懸垂物、鉄柱に挟まった場合                         | 大阪ドームと同じ。 |

#### 札幌ドーム（参考）
| 場合                                                                  | 対処               |
| --------------------------------------------------------------------- | ------------------ |
| 外野部分の天井（フェア地域の天井パネルの奥から3枚目まで）に触れた場合 | 本塁打。           |
| 他の部分の天井に打球が触れた場合                                      | 東京ドームと同じ。 |

## アメリカ・カナダ

### 歴史

#### 兼用スタジアム
アメリカ合衆国では、1965年にメジャーリーグ・ヒューストン・アストロズの本拠地として「世界初の全天候型屋根付き球場」リライアント・アストロドームが開場した。屋根付き球場建設の理由は、夏の暑さや蚊の大量発生から球場内を守り、快適な環境を確保するためだった。当時は「スタジアムに屋根を付ける」という発想そのものがあまりなかったので、アストロドームは「世界8番目の不思議」と呼ばれた。当初は屋外球場と同じ環境でプレーできるようにと太陽光を透過するアクリル屋根を設置したが、光が選手の目に入りプレーに支障をきたすことから、すぐに太陽光を通さない屋根に張り直した。この際、建設時から育てていた天然芝が光を遮られたことで生育がストップして枯れてしまったため、世界初の繊維による人工芝「アストロターフ」が開発された（詳細は人工芝の項を参照）。
当時は野球とアメリカンフットボールの兼用が可能なスタジアムの建設が流行していた。アストロドームもアメリカンフットボールとの兼用を前提に設計されており、開場した1965年の9月からヒューストン大学のホームとして使用されていた。1968年からはNFL・ヒューストン・オイラーズ（現・テネシー・タイタンズ）も本拠地として使用するようになった（ヒューストン大学は1997年まで、オイラーズは1996年まで使用）。以降、大リーグ本拠地のドーム球場として建設されたキングドーム（2000年に爆破解体）、ヒューバート・H・ハンフリー・メトロドーム（通称・メトロドーム）（2014年解体）、「世界初の可動式屋根付きスタジアム」であるロジャーズ・センター（旧称・スカイドーム、カナダトロント）は、いずれも野球とアメフト（もしくはカナディアンフットボール）兼用スタジアムとなった。1990年にフロリダ州セントピーターズバーグに完成したフロリダ・サンコースト・ドーム（現・トロピカーナ・フィールド）も、開場当初は各種スポーツ競技が開かれていた。（その後、タンパベイ・デビルレイズ（現・タンパベイ・レイズ）誘致をきっかけに野球専用ドーム球場に生まれ変わった。ただし、アリーナフットボール会場としては使用されている）。
モントリオールオリンピックスタジアムは、開場から11年後の1987年に収納が可能な吊り下げ方式の膜状屋根が追加されドーム球場となった。モントリオールオリンピックスタジアムもまたカナディアンフットボールとの兼用球場である。
2016年7月にミネソタ州ミネアポリスにNFLミネソタ・バイキングスの本拠地として完成したUSバンク・スタジアムはルーフ状の固定屋根を持つ屋内競技場であり、旧本拠地であるメトロドームと同様可動席を収納することによって野球の試合を行うことも可能である。当スタジアムでの最初の野球の試合は2017年2月24日午前6時に行われたアイオワ・セントラル・コミュニティカレッジとセンチュリー・カレッジの対戦であり、同日午後6時半よりミネソタ大学対シアトル大学の試合が開催された。他の兼用スタジアムとは異なり、土の部分はピッチャーズプレート周辺のみでありホームプレートを含むベース周辺も人工芝のままである。ミネソタ大学は2017年シーズンにこの試合を含め計13試合の野球の試合を行った。

#### ボールパーク化
1992年に屋根のない野球場として開場したオリオール・パーク・アット・カムデン・ヤーズがファンの絶大な支持を集めてからは、人工芝での選手の故障の多さが指摘されるようになったほか、青空の下、天然芝のグラウンドでの野球観戦を望む観客の意向が汲まれるようになり、野球専用のスタジアム「ボールパーク (ball park)」化が推進されている。ボールパークは「野球専用」・「天然芝のフィールド」・「観衆と選手の親近感、一体感を重視」・「戦前の古い球場や工場などを思わせるスタンドとその周囲をレンガ外壁の建物で囲むモダンクラシック」などを特徴としている。球場名も従来の「ドーム」・「スタジアム」から「パーク」・「フィールド」を称する施設が増えていった。メトロドームの後継として2010年に開場したターゲット・フィールドは、屋根のないボールパークとして開場した。また、野球専用ドーム球場となっているトロピカーナ・フィールドについても、露天野球場への移転が計画されている。
ボールパーク化に伴い、ドーム状屋根に代わり開放時の屋根がフィールドを覆わないように配慮されたルーフ状の開閉式屋根を持つボールパークも建設されるようになっていった。キングドームに代わるセーフコ・フィールド、アストロドームに代わるエンロン・フィールド、チェイス・フィールド、ミラー・パーク、マーリンズ・パークが完成した。しかしこれらは「ドーム状屋根を持つ球場」に該当しないので「屋内球場」・「屋根付球場」・「全天候型球場」・「開閉式屋根付きボールパーク」などと呼ぶのが適切である。

### MLB本拠地球場
- トロピカーナ・フィールド（旧称・フロリダ・サンコースト・ドーム）
- ロジャーズ・センター（旧称・スカイドーム）

密閉式ドーム球場
- トロピカーナ・フィールド（旧称・フロリダ・サンコースト・ドーム）（フロリダ州セントピーターズバーグ、タンパベイ・レイズの本拠地）

開閉式ドーム球場
- ロジャーズ・センター（旧称・スカイドーム）（カナダオンタリオ州トロント、トロント・ブルージェイズの本拠地）

開閉式屋根を備えたボールパーク
- チェイス・フィールド（アリゾナ州フェニックス、アリゾナ・ダイヤモンドバックスの本拠地）
- グローブライフ・フィールド（テキサス州アーリントン、テキサス・レンジャーズの本拠地）
- T-モバイル・パーク（ワシントン州シアトル、シアトル・マリナーズの本拠地）
- ダイキン・パーク（テキサス州ヒューストン、ヒューストン・アストロズの本拠地）
- アメリカンファミリー・フィールド（ウィスコンシン州ミルウォーキー、ミルウォーキー・ブルワーズの本拠地）
- ローンデポ・パーク（フロリダ州マイアミ、マイアミ・マーリンズの本拠地）

### フットボール専用球場
- ルイジアナ・スーパードーム（メルセデス・ベンツ・スーパードーム）
- BCプレイス・スタジアム
- ポンティアック・シルバードーム
- RCAドーム（2008年解体）
- ジョージア・ドーム
- エドワード・ジョーンズ・ドーム
- フォード・フィールド
- ユニバーシティ・オブ・フェニックス・スタジアム
- ルーカス・オイル・スタジアム
- カウボーイズ・スタジアム（現・AT&Tスタジアム）

アメフトのシーズンは9月から翌年1月までであるため、アメフト専用スタジアムでも暑さや寒さを防ぐためにメルセデス・ベンツ・スーパードームなどのドーム球場が続々と完成した（後にスーパードームではマイナーリーグの試合も開催されている）。カナダにおいてもフットボール専用球場であるBCプレイス・スタジアムが建設されている。
野球場ではいわゆる「ボールパーク」が主流となりドーム球場は減少傾向にあるが、フットボール専用球場としてのドーム球場は1990年代以降も建てられ続けている。
- キャリアー・ドーム（ニューヨーク州シラキュース、シラキュース大学の本拠地）
- メルセデス・ベンツ・スーパードーム（ルイジアナ州ニューオーリンズ、ニューオーリンズ・セインツの本拠地）
- ポンティアック・シルバードーム（ミシガン州ポンティアック、デトロイト・ライオンズの旧本拠地。2017年現在では屋根や人工芝は取り外され野ざらしとなっている）
- RCAドーム（インディアナ州インディアナポリス、インディアナポリス・コルツの旧本拠地。2008年解体）
- ジョージア・ドーム（ジョージア州アトランタ、アトランタ・ファルコンズの旧本拠地）
- アラモドーム（テキサス州サンアントニオ、ニューオーリンズ・セインツが一時的に使用）

名称に「ドーム」が付いているが、ドーム型の屋根ではない。
- エドワード・ジョーンズ・ドーム（ミズーリ州セントルイス、ロサンゼルス・ラムズの旧本拠地）
- フォード・フィールド（ミシガン州デトロイト、デトロイト・ライオンズの本拠地）
- ユニバーシティ・オブ・フェニックス・スタジアム（アリゾナ州グレンデール、アリゾナ・カージナルスの本拠地、開閉式）
- ルーカス・オイル・スタジアム (インディアナ州インディアナポリス、インディアナポリス・コルツの本拠地、開閉式)
- カウボーイズ・スタジアム（現・AT&Tスタジアム）（テキサス州アーリントン、ダラス・カウボーイズの本拠地、開閉式）
- メルセデス・ベンツ・スタジアム(ジョージア州アトランタ、アトランタ・ファルコンズの本拠地、開閉式)

## その他の国
ドーム型屋根を備えた球場としては、韓国・ソウルの高尺スカイドーム、台湾・台北市の台北ドーム、オランダ・アムステルダムのアムステルダム・アレナやドイツ・ゲルゼンキルヒェンのフェルティンス・アレーナ（旧称・アレーナ・アウフシャルケ）がある。
台湾ではドーム球場やドーム型の施設のことを「巨蛋（巨大な卵）」と呼ぶ（zh:巨蛋を参照）。これは東京ドームの開業当時の愛称「BIG EGG」が直訳されて一般名詞化したものである。近年の台湾では体育館やアリーナを「小巨蛋」、大規模なドーム球場を「大巨蛋」と呼びわける場合もある。
オーストラリア・メルボルンの開閉式屋根を備えた球技場（クリケット、オージーフットボールなどで使用）であるエティハド・スタジアムや、オランダ・アーネムのヘルレドームは、ドーム状の屋根ではないが「ドーム」と名づけている。

## ドーム球場での試合中止事例
通常はドーム球場では屋外が天候不良でも球場内が影響を受けることはないため試合中止になることがないが、台風・水害などの自然災害発生時には球場が被害を受けて使用不能になることがあるほか、交通機関が運休して選手が移動できなくなり試合開催が不可能になったり、安全上観客の行き帰りが困難になると判断されたりして、試合中止となる場合がある。
ここでは事情の如何にかかわらず、ドーム球場での試合が中止された事例を挙げる（ただし1998年の西武ドームはドーム化が完全に終わっていなかったためここには含めない）。

### 海外
- 1976年06月15日、アストロズ対パイレーツ（アストロドーム） - 洪水で審判、球場関係者、ファンが球場入りできなかったため。
- 1983年04月14日、ツインズ対エンゼルス（メトロドーム） - 積雪により屋根が破損したため。

### 日本

#### 2004年以前

##### 西武ドーム（旧・西武ライオンズ球場）のドーム球場化の第2次工事前
- 1990年08月10日、巨人対中日（東京ドーム） - 中日が新幹線不通により移動できなかったため。
- 1996年09月22日、巨人対中日（東京ドーム） - 台風による強風でテント状の屋根が揺れ、照明落下の恐れがあったため。
- 1997年07月26日、中日対巨人（ナゴヤドーム）
- 1997年09月16日、ダイエー対西武（福岡ドーム）[14]

##### 西武ドーム（旧・西武ライオンズ球場）のドーム球場化の第2次工事後
- 2000年09月12日、中日対広島（ナゴヤドーム） - 東海豪雨で球場が浸水したため。
- 2001年08月21日、近鉄対オリックス（大阪ドーム）[14]
- 2001年08月22日、巨人対横浜（東京ドーム）
- 2001年08月22日、西武対日本ハム（西武ドーム）[14]
- 2002年10月01日、巨人対ヤクルト（東京ドーム）
- 2004年08月30日、ダイエー対日本ハム（福岡ドーム） - ダイエーが台風による飛行機の欠航で移動できなかったため[14]。
- 2004年09月07日、近鉄対西武（大阪ドーム）[14]
- 2004年09月18日・9月19日、日本ハム対近鉄（札幌ドーム） - プロ野球再編問題による日本プロ野球選手会のストライキによる。
- 2004年09月18日・9月19日、ダイエー対西武（福岡ドーム） - 同上
- 2004年09月18日・9月19日、中日対巨人（ナゴヤドーム） - 同上
- 2004年10月20日、日本シリーズ・西武対中日（西武ドーム） - 日本シリーズのドーム球場開催としては初の中止。

#### 楽天参入後

##### 天候不順・地震・列車機材故障・道路不通に伴う交通機関の影響
- 2006年09月17日、ソフトバンク対楽天（福岡 Yahoo!JAPANドーム）[14]
- 2007年07月27日、ソフトバンク対西武（福岡 Yahoo!JAPANドーム） - 西武球団関係者の搭乗飛行機が機材故障で遅延したため[14]。
- 2007年08月02日、ソフトバンク対オリックス（福岡 Yahoo!JAPANドーム）[14]
- 2011年09月21日、西武対日本ハム（西武ドーム） - 台風15号の影響で交通機関の乱れや観客の安全を配慮しての措置[14]。
- 2011年09月21日、巨人対横浜（東京ドーム） - 同上
- 2012年04月03日、西武対ロッテ（西武ドーム） - 急速に発達した低気圧による暴風の影響で交通機関の乱れや観客の安全を配慮しての措置[14]。
- 2013年09月16日、西武対ロッテ（西武ドーム） - 台風18号の影響で交通機関の乱れや観客の安全を配慮しての措置[14]。
- 2014年10月13日、クライマックスシリーズ・オリックス対日本ハム（京セラドーム大阪） - 台風19号の影響で交通機関の乱れや観客の安全を配慮しての措置。クライマックスシリーズのドーム球場開催としては初の中止。
- 2016年04月16日、ソフトバンク対楽天（福岡 ヤフオク!ドーム） - 熊本地震の発生により、交通機関の乱れや余震活動による観客への影響を考慮しての措置。
- 2018年07月06日、中日対ヤクルト（ナゴヤドーム） - 平成30年7月豪雨の影響によりヤクルト側の道具を載せたトラックが球場に届かなかったため。
- 2018年09月11日・12日、日本ハム対ロッテ（札幌ドーム） - 北海道胆振東部地震の影響で、観客の安全と負担を考慮した上での措置[15]。
- 2018年09月30日、中日対阪神（ナゴヤドーム） - 台風24号の影響で交通機関の乱れや観客の安全を配慮しての措置。
- 2019年10月12日、クライマックスシリーズ・巨人対阪神（東京ドーム） - 令和元年東日本台風（台風19号）の影響による交通機関の計画運休や観客の安全を考慮しての措置。
- 2019年10月12日、クライマックスシリーズ・西武対ソフトバンク（メットライフドーム） - 同上。
- 2023年08月09日、ソフトバンク対楽天（福岡PayPayドーム） - 台風6号の影響による交通機関の乱れや観客の安全を考慮しての措置[16]。
- 2023年08月15日、オリックス対ソフトバンク（京セラドーム大阪） - 台風7号の影響による交通機関の乱れや観客の安全を考慮しての措置[17]。
- 2023年08月15日、中日対巨人（バンテリンドーム） - 同上[18]。
- 2024年08月16日、イースタンリーグ・西武対オイシックス（ベルーナドーム） - 台風7号接近のため[19]。

##### 東日本大震災の影響
- 2011年03月25日 - 4月10日、東日本大震災による社会的情勢を考慮して、プロ野球の開幕が延期。これを受けこの期間に予定された全試合が中止になる。また4月12日以後も東京ドーム・西武ドームで予定された巨人・西武主催試合が中止され、一部を除き代替会場の調整やホーム・ビジターの入れ替えなどの処置が行われた（具体的な中止になった試合は数多いので割愛）。

##### 新型コロナウイルス感染症の影響
- 2020年03月20日 - 6月18日、新型コロナウイルス感染症拡大の影響で、プロ野球が開幕延期。これを受けこの期間に予定された全試合が中止になる（具体的な中止になった試合は数多いので割愛）。
- 2020年08月02日、ソフトバンク対西武（福岡PayPayドーム） - ソフトバンクの選手に新型コロナウイルス感染者が出たため。
- 2021年04月29日、オリックス対楽天（京セラドーム大阪） - 新型コロナウイルス感染症拡大による緊急事態宣言発出により、その対象地域に含まれており、開催した場合は無観客試合となることから、主催側の意向により開催を延期[20]。
- 2021年05月02日、巨人対中日（東京ドーム） - 同上[20]
- 2021年05月08日、巨人対ヤクルト（東京ドーム） - 同上[20]
- 2021年05月02日、日本ハム対西武（札幌ドーム）- 日本ハムから多数の新型コロナウイルス陽性者が出たため[21]。
- 2022年06月29日、ソフトバンク対ロッテ（福岡PayPayドーム） ・7月1日、西武対ソフトバンク（ベルーナドーム）- ソフトバンクから多数の新型コロナウイルス陽性者が出たため[22]。

## コンサート会場としてのドーム球場
日本国内で大規模なコンサートを開催する際にドーム球場を使用することが多い。また、全国主要都市のドーム球場で公演を行う通称「ドームツアー」が開催されている。1997年に大阪ドームとナゴヤドームが開業してから「4大ドームツアー」と冠して行われる場合が多くなり、2001年の札幌ドーム開業後は東京・福岡・大阪・ナゴヤ・札幌の各ドームを網羅するコンサートを「5大ドームツアー」と呼ぶようになった。西武ドームに関しては、プロ野球球団の本拠地であるが、一般的には5大ドームに含まれない。また、5大ドームに加えて西武ドームも使用して行うコンサートツアーを「6大ドームツアー」と呼ぶことがある。
それまで最高峰とされた日本武道館を会場規模や収容人数で遥かに上回る公演が可能であり、演出面でも様々な試みが行なわれている。ただ、国立競技場や日産スタジアム、味の素スタジアムなどの陸上競技場やサッカースタジアムのほうが収容人数は多く、これらを網羅するコンサートツアーは「スタジアムツアー」と呼ばれる。
一方、施設が大型で数万人単位の観客の動員が可能である面、施設使用料はコンサート会場として使用される施設の中でも一際高額であり、ステージ資材・機材なども施設に合わせて大型化・大量化するものが多いので、興行イベントとして設定される損益分岐点のハードルも高いものとなっている。この損益分岐点をクリアするための有料チケット購入者数や、会場内で販売される関連グッズの売上などの目標値もより高いものとなるため、関連グッズの売行き動向やファン層の購買力・購買意欲そのものを総合的に勘案する必要があり、これらを踏まえてドーム球場をコンサート会場として使用できる全国規模で人気のあるミュージシャンが行う場合が多い。また、ミュージシャン自身も大型会場でのパフォーマンス力が要求されることになる。
ドーム球場は本来「野球場」を目的に屋根はドーム状、壁は円形の造りとなっているため、収容人数という点を除けばコンサート会場には不向きなことが多く、各ドーム球場によって音響や反射などが異なるために、入念な下調べと対策が必要となる会場でもある。
日本で最初となるドーム球場でのコンサートは東京ドームでの『BIG EGG OPENING EVENT』として開催された各種イベントの中で催行されている。最初にマーチングバンド世界選手権のゲストとしてTHE ALFEEが招かれ、後に単独公演としてミック・ジャガー、BOØWY、美空ひばりのコンサートが行われた。こけら落しとして美空ひばりのものが名高いが、先に行われたオープン戦や他の公演にもこけら落としの表現がある。アーティストとして初めて「5大ドームツアー」を行ったのはSMAPで（バンドとしてはGLAYが、ソロアーティストとしては桑田佳祐が最初）、西武ドームを加えた「6大ドームツアー」を最初に行ったのはMr.Childrenである。

### ドームコンサートでの主な出来事
- 1988年4月4日・4月5日、BOØWYが東京ドームで『LAST GIGS』を開催。バンド活動に終止符を打った。
- 1988年4月11日、美空ひばりは日本人ソロ歌手かつ演歌歌手として初めてのコンサート『不死鳥コンサート』を開催[30][31]。復帰は絶望的と言われた難病から復活のためチケットは即完売し「伝説のコンサート」と呼ばれた。この後、横浜アリーナでもこけら落しコンサートや全国ツアーも開催予定であったが、東京ドームコンサートから1年2ヵ月後の1989年6月24日に帰らぬ人となってしまった。2015年現在、ドーム球場でワンマン公演を行った演歌歌手は美空ひばりだけである。
- 1992年5月15日、長渕剛が『LIVE'92 JAPAN』東京ドーム公演を開催。センターステージでの弾き語り形式でおよそ65,000人の観客を動員した。
- 1993年12月30日・12月31日、X JAPANが東京ドームで行ったライブ『日本直撃カウントダウン X JAPAN Returns』はドーム球場で日本人ミュージシャンが最初に行った「年越しライブ」である。このライブは、世界進出に向けて「X JAPAN」とグループ名を改名してから最初のライブでもあった。ライブでは1曲の演奏時間が30分弱ある「ART OF LIFE」を含む15曲を演奏し、1997年の解散ライブ『The Last Live』とともにファンの間では伝説のライブとなっている。
- 1997年8月2日、東京ドームでコンサートを開催したミュージシャンとして安室奈美恵が史上最年少ソロアーティスト（当時19歳10ヶ月）の記録を残している。2012年には、20周年を記念し行われた、『namie amuro 5 Major Domes Tour 2012 〜20th Anniversary Best〜』では、8公演で約34万人を動員し、女性ソロアーティスト史上最多動員記録となった。尚、2017年から2018年にかけては、17公演で約75万人を動員した。これは、自身が持つ女性ソロアーティスト最多動員記録を塗り替え、さらに、国内ソロアーティスト最多動員記録となった。
- 2001年1月8日、THE YELLOW MONKEYが初の東京ドーム公演の中でバンド活動を完全休止することを宣言した。復活を約束するも、3年後の2004年7月7日、正式に解散した。2004年12月26日には休止宣言をした東京ドームにメンバーが再集結し『THE YELLOW MONKEYの葬式』として1曲『JAM』のみを演奏した。事実上、2001年の東京ドーム公演がラストライブとなった。
- 2001年6月29日、ゆずが東京ドームで弾き語り形式のライブ『ふたりのビッグ（エッグ）ショー』を開催。
- 2006年1月13日、SPIRAL SPIDERSがインディーズバンド初となる東京ドーム公演を開催。観客動員数は200人と史上最少規模であった。客席はグラウンド上にござを敷いて設置された。
- 2008年3月28日、前年に活動再開を発表したX JAPANが再開後初となるライブ『攻撃再開 2008 I.V.〜破滅に向かって〜 破壊の夜』を東京ドームで開催。機材トラブルなどで開演時間が予定より2時間オーバーした。さらにアンコールで演奏した「ART OF LIFE」の途中でYOSHIKIが失神しライブはそのまま終了するという怒涛の展開になった[34]。
- 2009年7月5日、水樹奈々が声優・アニソン系歌手として史上初のドームコンサートを、西武ドームで行った[35]。また、2011年12月3日・12月4日、声優・アニソン系歌手として史上初の東京ドームコンサートを行った[36]。
- 2009年12月16日、アメリカのロックバンドガンズ・アンド・ローゼズが京セラドーム大阪で公演を行ったが、この日はオープニング・アクトを務めたムックの演奏終了後、機材トラブルにより開演時間が遅れて午後9時に開演。その後3時間演奏を行い、終演時間が翌17日午前0時1分となった[37]。
- 2010年12月25日、再始動したLUNA SEAが一夜限りで以前のバンド名“LUNACY”となり、黒服であれば入場無料となるライブ『LUNACY 黒服限定GIG 〜the Holy Night〜』を開催。抽選で選ばれた黒服の5万人が東京ドームに集った[38]。
- 2011年6月11日・6月12日、氷室京介が東京ドームで東日本大震災の復興支援を目的としたチャリティー・ライブ『KYOSUKE HIMURO GIG at TOKYO DOME “We Are Down But Never Give Up!!”』を開催。全編BOØWYの楽曲で構成されたライブは2日間でおよそ110,000人を動員し[39]、収益金・寄付金・義援金は岩手・宮城・福島の3県へ均等に配分して寄付された[40]。
- 2013年から2014年、BIGBANGが海外アーティスト初の6大ドームツアー『BIGBANG JAPAN DOME TOUR 2013〜2014 "+a"』を開催。大阪：6公演、東京：3公演、福岡：2公演、名古屋：2公演、埼玉：2公演、札幌：1公演の計16公演で約77万人を動員した。全ての公演でオープニングアクトとしてWINNERがパフォーマンスをした。
- 2016年、EXILE ATSUSHIが男性ソロアーティスト初の6大ドームツアー『EXILE ATSUSHI LIVE TOUR 2016 "IT'S SHOW TIME!!"』を開催。当初は東京を除いた5大ドーム公演としていたが、追加公演として東京での公演が加わり、大阪：2公演、東京：2公演、福岡：2公演、名古屋：2公演、埼玉：2公演、札幌：1公演の計11公演を行った[29]。東京公演ではスペシャルゲストとしてボーイズIIメン、加山雄三、清木場俊介が出演した[41]。
- 2017年5月から6月にかけてiKONが自身初のドームツアー『iKON JAPAN DOME TOUR 2017』を開催。このドームツアーは海外アーティストの本国デビューから最速の1年9ヶ月での開催となった。大阪と埼玉で1公演ずつの計2公演で約9万人を動員した[42]。また、2017年9月9日から11月12日かけて、本ツアーの追加公演となる『iKON JAPAN DOME TOUR 2017 追加公演[注 4]』を開催し、全国8都市22公演で約23万3千人を動員した[43]。
- 2018年、安室奈美恵が引退前最後のドームツアー『namie amuro Final Tour 2018 ～Finally～』を開催。510万件を超える応募があり、国内ではドーム17公演、アジア・ツアー6公演で計80万人を動員する大規模なツアーとなった。この動員記録は国内ソロアーティスト史上最多の動員数を記録した。
- 2018年12月5日、Nissy (AAAの西島隆弘)がソロとして自身初、日本人男性ダンス＆ボーカリストとして一人目、そして、日本人男性ソロアーティスト史上最年少での4大ドームツアー開催となる『Nissy Entertainment “5th Anniversary” BEST DOME TOUR』の開催を発表。 ソロ活動をはじめて5年でドームツアーを開催するのは日本人男性ソロアーティストとしては史上最速である[44][45]。
- 2018年から2019年にかけて嵐が5大ドームツアー『ARASHI Anniversary Tour 5×20』を開催。東京：16公演、大阪：9公演、札幌：9公演、名古屋：8公演、福岡：8公演の計50公演の大規模なツアーとなり、257万5000人を動員し、単一ツアーにおいては国内史上最大規模の動員数を記録した。
- 2021年、AAAがデビュー15周年を記念した、男女混合パフォーマンスグループとして日本史上初となる6大ドームツアー『AAA DOME TOUR 15th ANNIVERSARY -thanx AAA lot-』を開催。同ツアーは2020年に行われる予定だったが、新型コロナウイルス感染拡大の影響で延期となり、活動休止に入ったAAAは一時再集結という形での開催となった。
- 2022年9月14日・15日、SEKAI NO OWARIが、同バンド史上初となる東京ドーム公演『DOME TOUR 2022DuGaraDidu」』開催。ステージは遊園地をテーマにしたセットなどが施され、東京ドームで公演したアーティストの中でも大規模なステージセットが組まれた。
- 2024年から2025年にかけて、Nissyが自身2度目の6大ドームツアー『Nissy Entertainment “Re:10th Anniversary Final” BEST DOME TOUR」』開催。2度目の6大ドームツアー開催は、ソロアーティストとしては史上初である。総動員数約45万人の全公演SOLD OUTを記録し、2022年から2023年にかけて行われた前回の6大ドームツアー『Nissy Entertainment 4th LIVE ～DOME TOUR～』に引き続き自身最大規模となった。

### ドームツアーを開催したアーティスト
※ドーム初使用順に3大ドーム以上掲載。
※赤色の年は開催予定であることを表す。
- 3大ドーム（東京・名古屋・大阪）公演
  - ジャニーズJr.（2000年）
  - KAT-TUN（2016年）
  - Hey! Say! JUMP（2017年）
  - back number（2018年）
  - TWICE（2019年）
  - WEST.（2022年）
  - SEVENTEEN （2022年）
  - Kis-My-Ft2（2024年）
- 変則3大ドーム（東京・大阪・福岡）公演
  - BIGBANG（2012年）
  - JYJ（2014年）
  - G-DRAGON（2017年）
  - BLACKPINK（2019年 - 2020年）
  - timelesz（2023年）
  - WEST.（2024年）
  - SUPER EIGHT（2024年 - 2025年）
  - King & Prince（2025年）
- 変則3大ドーム（名古屋・大阪・福岡）公演
  - SMAP（1997年、1999年）
  - KinKi Kids（2000年）
  - B'z（2000年、2015年）
  - Perfume（2016年）
  - EXILE（2020年、2025年）
  - RYUJI IMAICHI / HIROOMI TOSAKA（2020年）
- 変則3大ドーム（札幌・大阪・福岡）公演
  - SMAP（2003年）
- 変則3大ドーム（西武・東京・名古屋）公演
  - Aqours（2022年）
- 変則3大ドーム（西武・東京・大阪）公演
  - MISAMO（2024年 - 2025年）
- 変則3大ドーム（西武・大阪・福岡）公演
  - ENHYPEN（2024年 - 2025年）
- 変則3大ドーム（西武・名古屋・福岡）公演
  - TOMORROW X TOGETHER（2025年）
- 4大ドーム（東京・名古屋・大阪・福岡）公演（※は、札幌ドーム開業前に開催）
  - globe（※1997年）
  - B'z（※1997年、※1999年、2005年、2010年、2011年、2017年 - 2018年）
  - 安室奈美恵（※1997年）
  - SPEED（※1998年、※1999年）
  - SMAP（※1998年、※2000年）
  - GLAY（※1999年）
  - サザンオールスターズ（※1999年）
  - DREAMS COME TRUE（※1999年）
  - ボン・ジョヴィ（※2000年）
  - 浜崎あゆみ（2001年）
  - KinKi Kids（2003年 - 2004年、2004年 - 2005年）
  - Kis-My-Ft2（2014年、2015年、2016年）
  - EXILE TRIBE（2016年、2021年）
  - 三代目 J SOUL BROTHERS from EXILE TRIBE（2017年、2021年、2023年、2024年）
  - Hey! Say! JUMP（2018年 - 2019年、2019年 - 2020年、2022年 - 2023年、2023年 - 2024年、2024年 - 2025年）
  - ゆず（2017年、2019年）
  - AAA（2017年、2018年、2019年）
  - ONE OK ROCK（2018年）
  - GENERATIONS from EXILE TRIBE（2018年）
  - BTS（2018年 - 2019年）
  - Nissy（西島隆弘）（2019年）
  - Perfume（2020年）
  - Mr.Children（2022年）
  - King & Prince（2022年）
  - EXILE（2022年[注 5]）
  - SEKAI NO OWARI（2022年）
  - SUPER EIGHT（2022年 - 2023年）
  - Snow Man（2023年）
  - Stray Kids（2023年）
  - SixTONES（2024年）
  - TOMORROW X TOGETHER（2024年）
- 変則4大ドーム（札幌・名古屋・大阪・福岡）公演
  - B'z（2002年、2013年）
  - 嵐（2011年 - 2012年）
- 変則4大ドーム（西武・名古屋・大阪・福岡）公演
  - G-DRAGON（2013年）
- 変則4大ドーム（札幌・東京・大阪・福岡）公演
  - 米津玄師（2025年）
  - Vaundy（2026年）
- 5大ドーム（札幌・東京・名古屋・大阪・福岡）公演
  - SMAP（2001年、2002年、2005年、2006年、2008年、2010年、2012年、2014年 - 2015年）
  - GLAY（2001年 - 2002年）
  - 桑田佳祐（2002年、2017年、2022年）
  - KinKi Kids（2002年 - 2003年）
  - ボン・ジョヴィ（2003年）
  - B'z（2003年、2006年）
  - MISIA（2004年）
  - イーグルス（2004年）
  - サザンオールスターズ（2005年、2015年）
  - Mr.Children（2005年、2009年、2012年、2015年、2017年、2019年）
  - ビリー・ジョエル（2006年）
  - 嵐（2008年、2009年 - 2010年、2010年 - 2011年、2012年 - 2013年、2013年、2014年、2015年、2016年 - 2017年、2017年 - 2018年、2018年 - 2019年）
  - EXILE（2008年、2011年、2013年、2015年、2018年 - 2019年）
  - 小田和正（2011年）
  - SUPER EIGHT（2011年 - 2012年、2013年 - 2014年、2014年 - 2015年、2015年 - 2016年、2016年 - 2017年、2017年、2018年、2019年）
  - 安室奈美恵（2012年、2018年）
  - AKB48（2013年）
  - 東方神起（2013年、2015年、2017年 - 2018年、2019年 - 2020年）
  - 福山雅治（2014年）
  - BIGBANG（2014年 - 2015年）
  - DREAMS COME TRUE（2015年）
  - 三代目 J SOUL BROTHERS from EXILE TRIBE（2016年 - 2017年、2019年）
  - 星野源（2019年）
  - GENERATIONS from EXILE TRIBE（2019年）
  - back number（2023年）
  - King Gnu（2024年)
  - Snow Man（2024年）
  - SixTONES（2025年）
  - Mrs. GREEN APPLE（2025年）
- 変則5大ドーム（札幌・西武・名古屋・大阪・福岡）公演
  - B'z（2001年）
  - ももいろクローバーZ（2016年）
- 変則5大ドーム（西武・東京・名古屋・大阪・福岡）公演
  - Kis-My-Ft2（2018年、2019年、2022年）
  - すとぷり（2022年）
  - SEVENTEEN（2022年）
  - 三代目 J SOUL BROTHERS from EXILE TRIBE（2025年）
- 6大ドーム（札幌・西武・東京・名古屋・大阪・福岡）公演
  - Mr.Children（2012年）
  - EXILE TRIBE（2012年、2014年）
  - BIGBANG（2013年 - 2014年[注 6]）
  - 三代目J Soul Brothers（2015年[注 7]）
  - EXILE ATSUSHI（2016年[注 8]）
  - サザンオールスターズ（2019年[注 9]）
  - AAA（2021年[注 10]）
  - Nissy（西島隆弘）（2022年 - 2023年、2024年 - 2025年） 
  - ONE OK ROCK（2023年[注 11]）

## ドーム球場計画

### 日本
世界初のドーム球場・アストロドームの完成前の1958年6月ごろ、当時の日本テレビ社長・清水与七郎らが、東京都新宿区内の社有地（現・新宿六丁目地内。のちの日本テレビゴルフガーデン・新宿住宅総合展示場等立地）に、高さ70mを誇る全天候型の屋根付き球場を建設する構想を明らかにした。全面クレー舗装の屋内型野球場というものだったが、まだ空調設備の技術が未熟だったことなど問題点も数多く、結局実現には至らなかった。
1979年から1984年にかけて、名古屋市でもナゴヤ球場に代わる野球場として、ノリタケカンパニーリミテドにより名古屋市西区則武新町（同社の本社所在地で、現在同社の関連施設「ノリタケの森」が立地する場所）で「ノリタケドーム」を建設する計画があった（現在はイオンモール Nagoya Noritake Gardenなどが建つ）。この他にも、笹島駅（現在のささしまライブ24地区）・白鳥駅（現在の白鳥公園・名古屋国際会議場の場所）・稲沢操車場の跡地が候補に上がっていたとされる。
1988年の東京ドーム完成後は、多くの都市圏でドーム球場の建設が検討されたが、福岡、大阪、名古屋、札幌の各市を除きその計画は軒並み頓挫した。
1980年代後半から1990年代前半にかけて、阪神球団が阪神甲子園球場の後継として「阪神ドーム」の建設を検討していた。甲子園阪神パークを閉鎖してその跡地（現在のららぽーと甲子園の場所）に建設する計画となっていた。
1990年代前半には神戸市でも、神戸港貨物駅の跡地にドーム球場を建設し、グリーンスタジアム神戸（現・ほっともっとフィールド神戸）に代わるオリックス・ブルーウェーブ（現：オリックス・バファローズ）の本拠地として検討していたことがあったが、用地の扱いを巡ってオリックスとJR貨物の間で折り合いが付かず断念している。跡地は現在、神戸震災復興記念公園（みなとのもり公園）となっている。
1999年から2001年ごろに横浜市が「横浜ドーム」の建設を検討していたが、実現には至らなかった。しかし、2011年から経済界を中心として「横浜ドームを実現する会」が再結成され、実現に向けた活動を始めている。
2000年から2002年頃には千葉市が千葉マリンスタジアム（現・ZOZOマリンスタジアム）を西武ドーム方式でドーム化する「千葉マリンドーム計画」が浮上したが、ファンや市民から好感触を得られなかったことから、計画が立ち消えとなった。なお、のち千葉市では千葉マリンスタジアムの老朽化に伴い、球場自体の建て替えを含む大規模改修を計画しているが、当時の千葉市長であった熊谷俊人（現・千葉県知事）は改修（建て替え）と同時にドーム化することについては否定している。
仙台市では宮城球場（現・楽天生命パーク宮城）に代わるドーム球場建設を検討していた。
広島市でもドーム球場の計画があったが、財政事情や人工芝は選手への負担が大きい等の理由のため、ドーム化を断念した。
2022年9月、静岡県浜松市の遠州灘海浜公園に建設を予定している野球場について、地元政財界から天候に左右されずに野球が開催できるドーム型球場の建設を静岡県庁に求めていることが報じられた。プロ野球球団の本拠地が無い地域でのドーム型球場誘致は異例である。しかし、建設費や維持費の問題に加え、予定地が沿岸部にあるため、球場の照明などによるウミガメの産卵への影響も懸念されるため、実現は不透明である。
2024年4月、東京都が中央区の築地市場跡地で計画している再開発事業について、三井不動産など11社の企業連合を事業者に選定した。事業者側の提案によると、計画には屋内多目的スタジアムが含まれており、2032年度以降の開業を目指している。2024年4月時点の計画では、野球・サッカー・コンサートなど用途に応じて変形可能なフィールド・客席を持ち、収容は可変で2万 - 5万7000席としている。

### 韓国
ソウル特別市では1997年頃にLGグループを中心にしてドーム球場が計画され、2002 FIFAワールドカップで使用した後、LGツインズが本拠地として使用する予定であった。設計コンペも行われ優秀作が選定されたものの、用地取得の難航とアジア通貨危機のため、計画は白紙化された。なお、このドーム球場 (Seoul Dome) のデザインは、設計者のウェブサイトで閲覧することができる。また、釜山でもドーム球場の計画があるが、当事者の利害が絡み合い頓挫している。2014年にアメリカのラスベガス・サンズが、ソウル市が保有する蚕室総合運動場一帯に複合リゾート開発プロジェクトを提案し、開場30年以上が経過している蚕室野球場を、開発が白紙になった龍山鉄道整備倉の敷地にドーム球場（3万席規模）を移転・新築するという案を出した。その後、ソウル特別市九老区で韓国初となるドーム球場の高尺スカイドームが2015年9月に完成、10月に開場した。当初は2011年完成目標であったが、工期が延びていた。蚕室野球場については、ソウル市が民間投資による複合開発事業の一環として、2023年9月に密閉式ドーム球場への建て替え計画を発表した。ホテルを併設し、国際大会の招致を見越して3万席以上の規模とし、現球場を2026年シーズン後に解体、2031年末の完成を目指すとした。
2023年6月、新世界グループは仁川広域市西区に商業施設「スターフィールド青羅」と一体型のドーム球場を建設する計画を発表した。2万1千席規模で、複合ショッピングモールとドーム球場の併設は世界初の事例とされる。当初は商業施設単体での建設が予定されていたが、同グループが2021年にSKテレコムからSKワイバーンズ（現・SSGランダース）を買収したことから計画を変更、2028年に開業し同球団の本拠地として使用される予定である。

### 台湾
台湾では、1990年代よりドーム球場の必要性が訴えられていた。計画・建設ともに当初予定より大きく遅れたものの、2023年に台北市に台湾初の多目的ドーム施設「台北ドーム」（臺北大巨蛋、遠雄巨蛋とも）が完成した。さらに、台中市においても最短2030年の完成を目指した多目的ドームの建設計画が進んでいる。

### 中国
中国では、台湾とのスポーツ交流事業の一環として、福建省において野球・ソフトボールの拠点施設の整備が進められている。このうち、平潭総合実験区内の平潭島はその中心基地としての役割を担い、既存の野球・ソフトボール場を改築・新築する形で、総額39億人民元を投じて新たな野球場建設などを行う計画がある。同計画中には2万6千席規模のドーム野球場が含まれており、2024年に建設が開始される予定である。

## ドーム球場が受けた災害
- アメリカ合衆国ミネソタ州のヒューバート・H・ハンフリー・メトロドームは豪雪に伴う屋根の破損が複数回発生しており、1981年・1982年・1983年・1986年と開業後5年で4回発生した後[71]、2010年にも発生している[72]。
- 2024年10月9日 - アメリカ合衆国フロリダ州のトロピカーナ・フィールドはハリケーン・ミルトン接近に伴う強風で屋根が崩落。死傷者は生じなかったものの使用不能となった[73]。

## 球場の外観

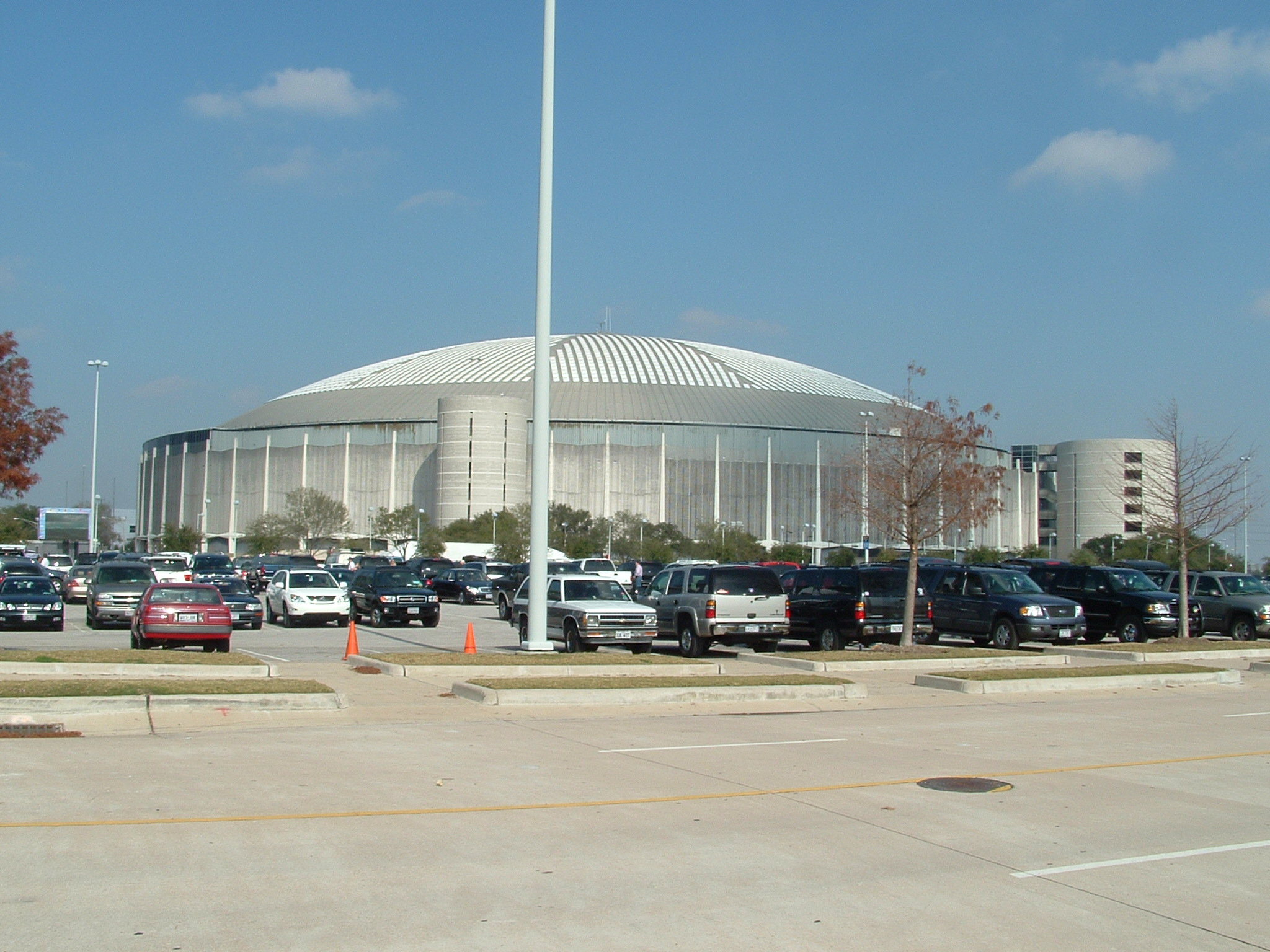
「世界初のドーム球場」、アストロドーム（アメリカ）
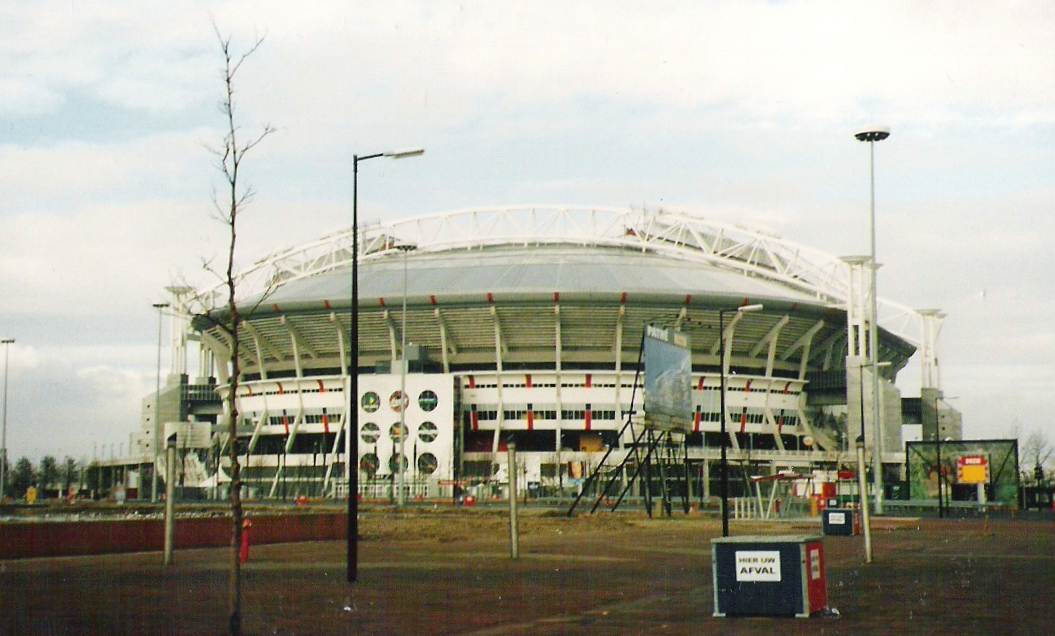
アムステルダム・アレナ（オランダ）
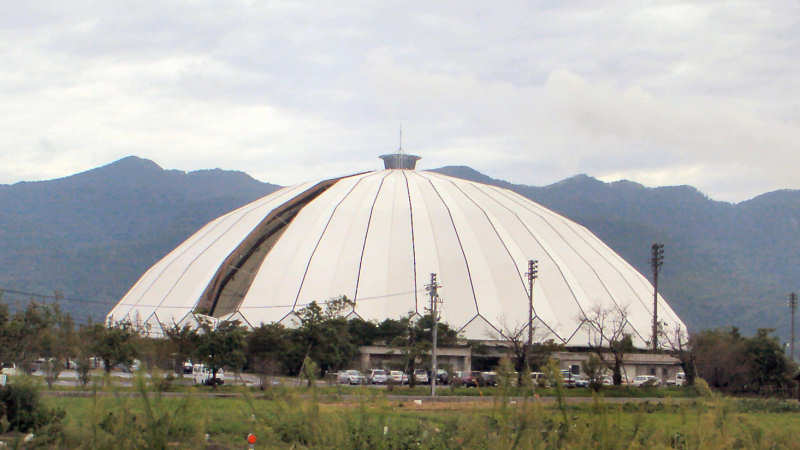
出雲ドーム（日本）
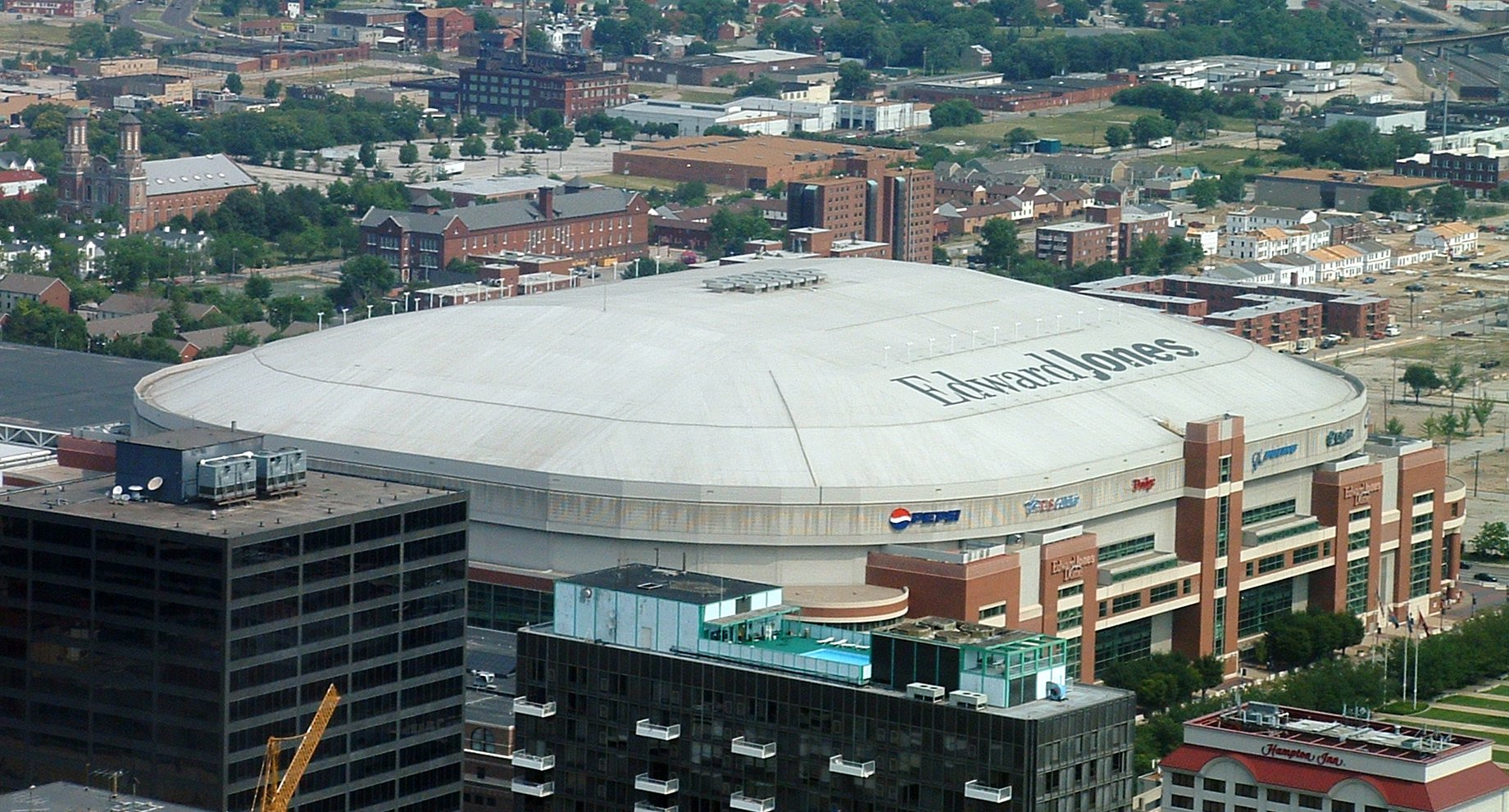
エドワード・ジョーンズ・ドーム（アメリカ）
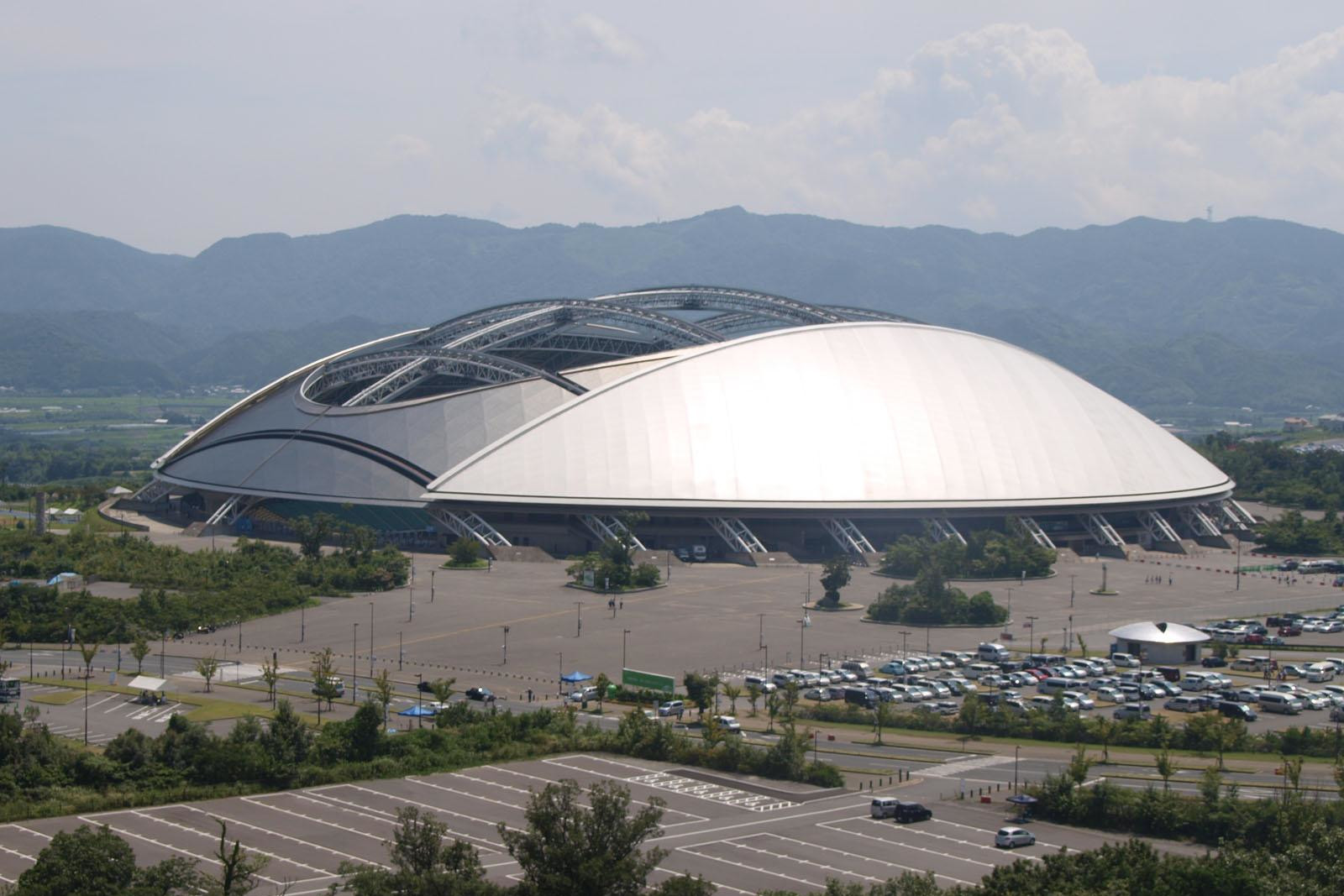
大分スポーツ公園総合競技場（現：レゾナックドーム、日本）
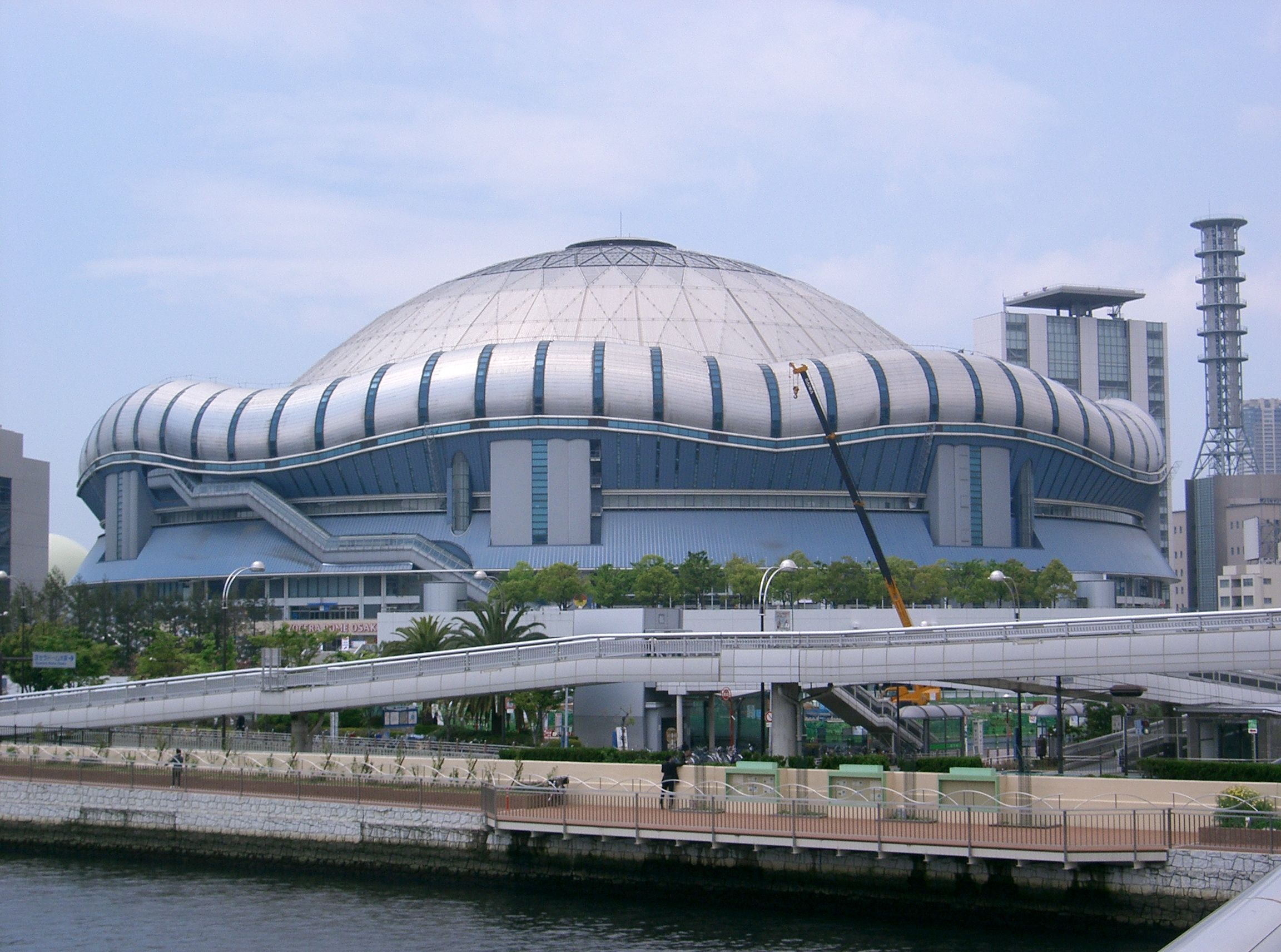
大阪ドーム（京セラドーム大阪、日本）
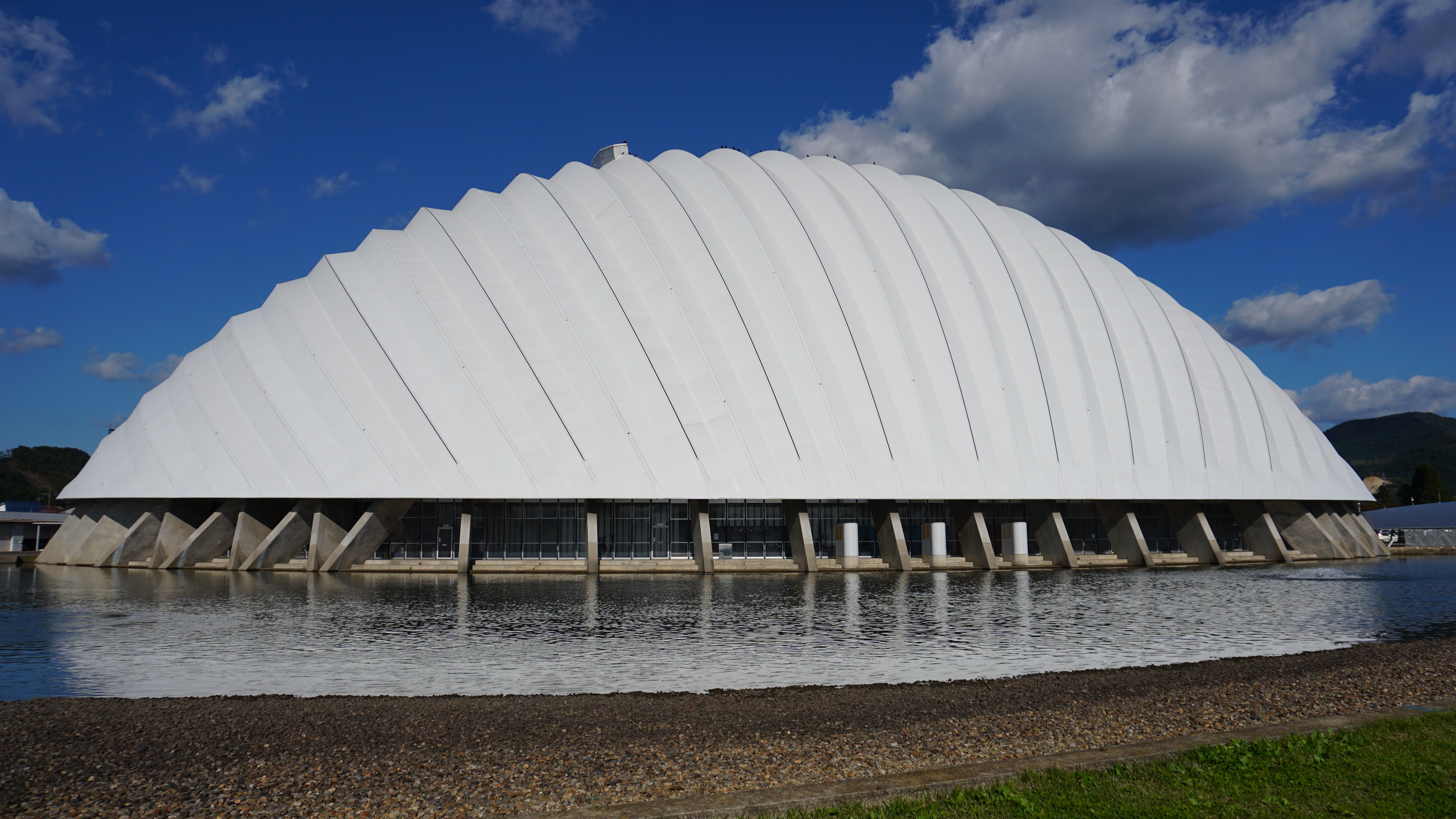
大館樹海ドーム（日本）
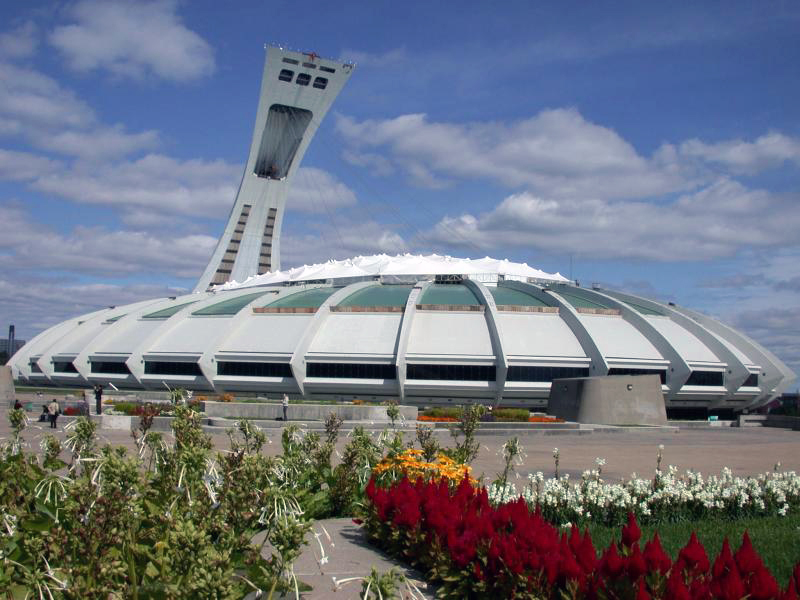
オリンピック・スタジアム（カナダ）
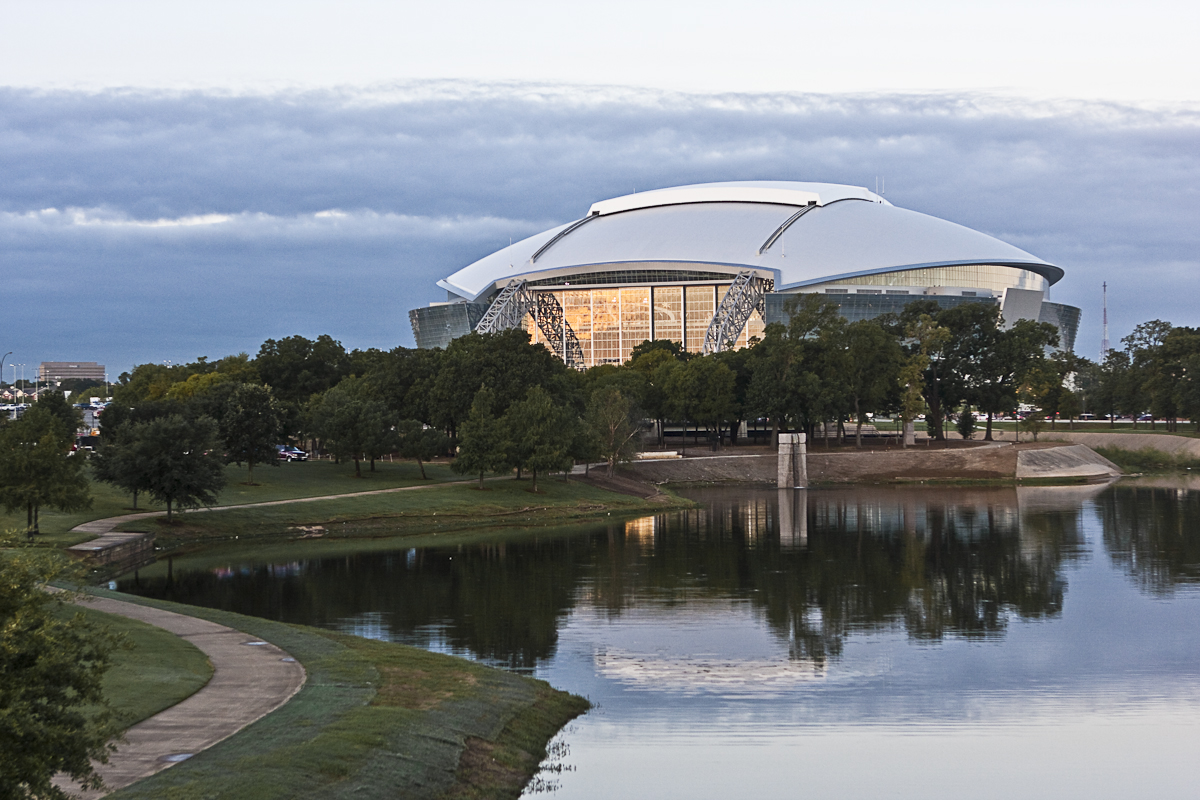
カウボーイズ・スタジアム（現・AT&Tスタジアム、アメリカ）
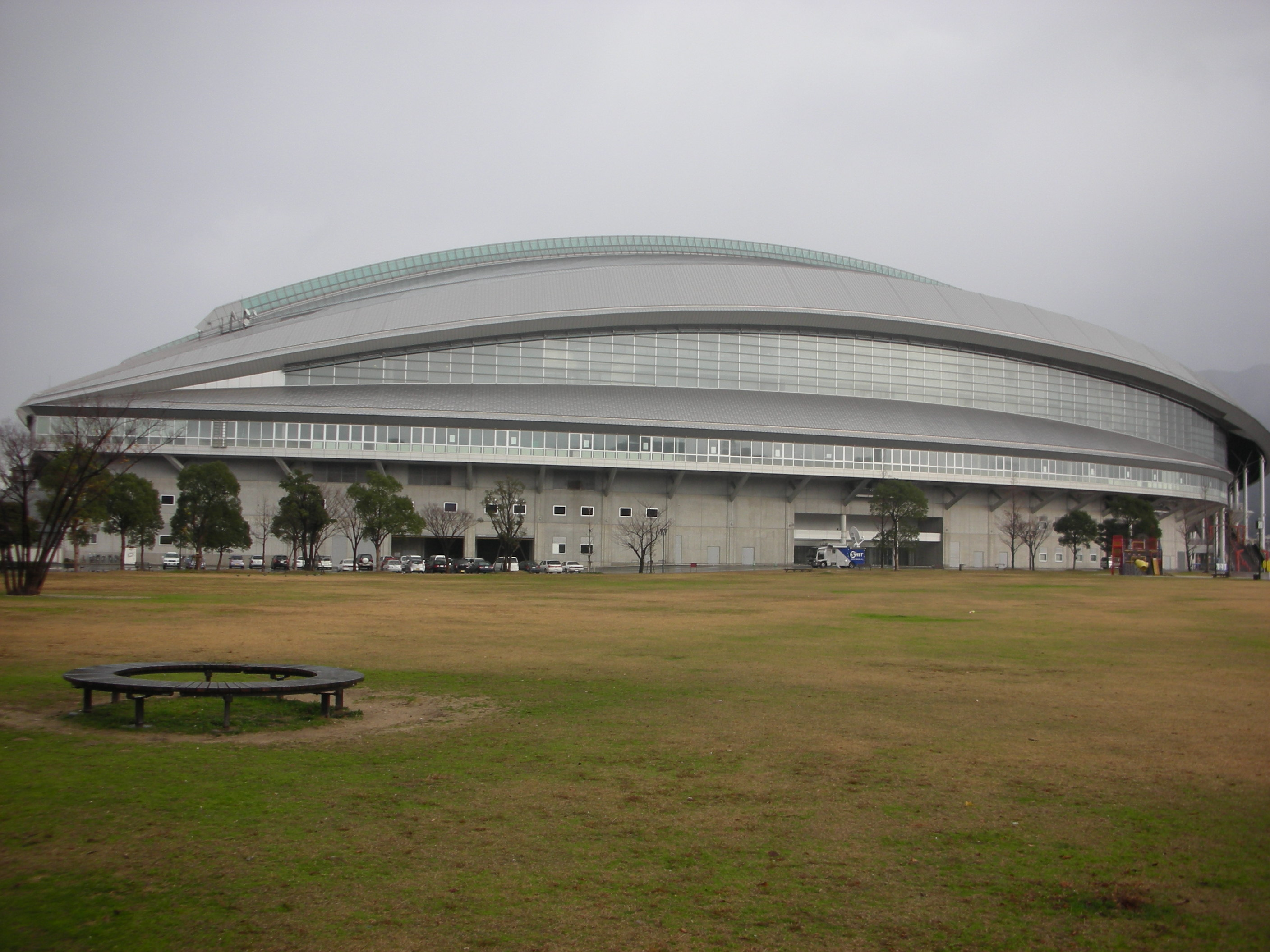
北九州メディアドーム（小倉競輪場、日本）
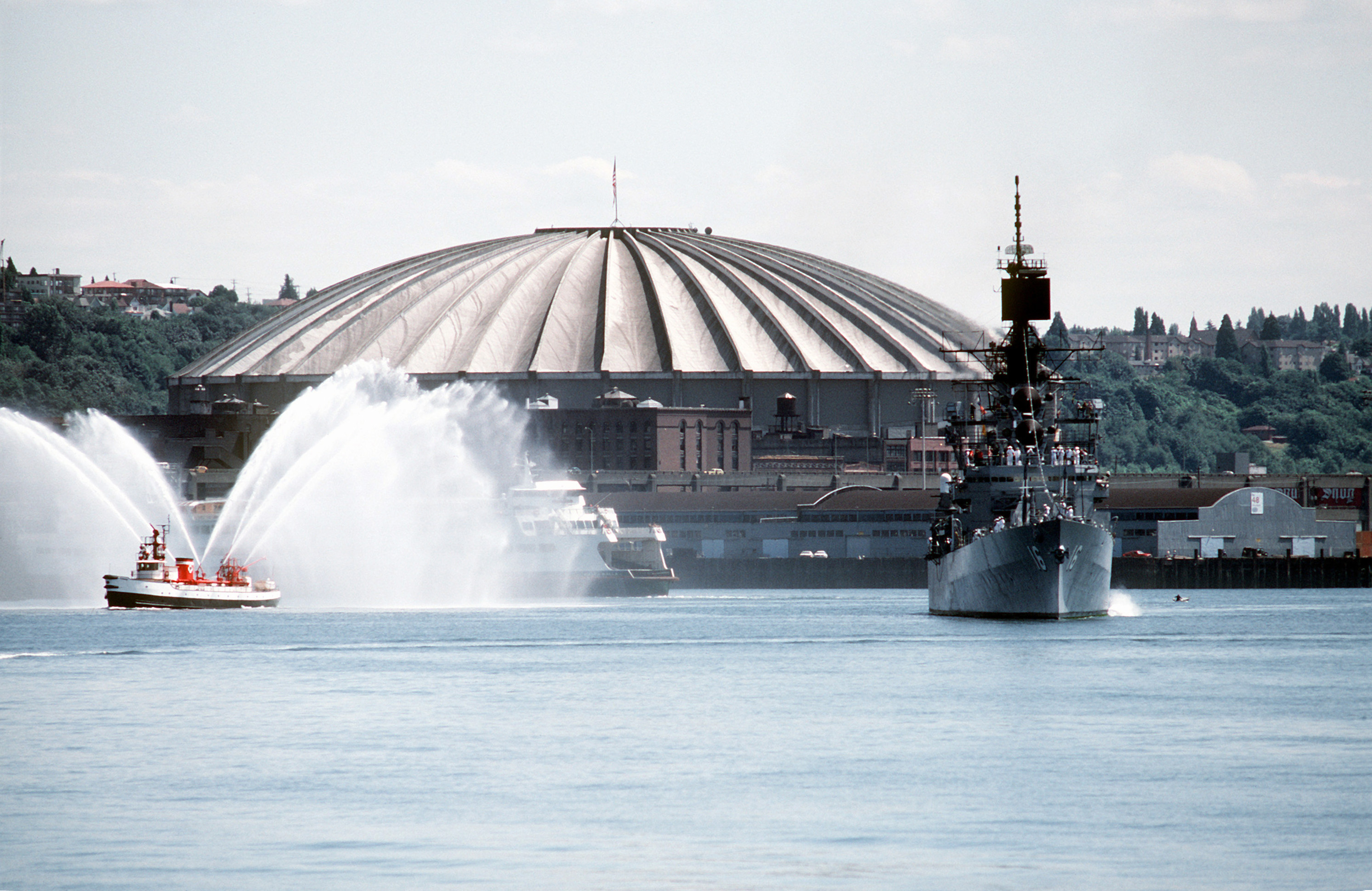
キングドーム（2000年解体、アメリカ）
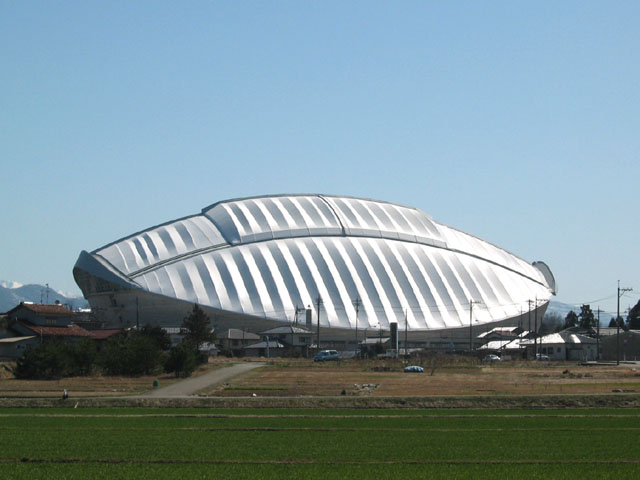
こまつドーム（日本）
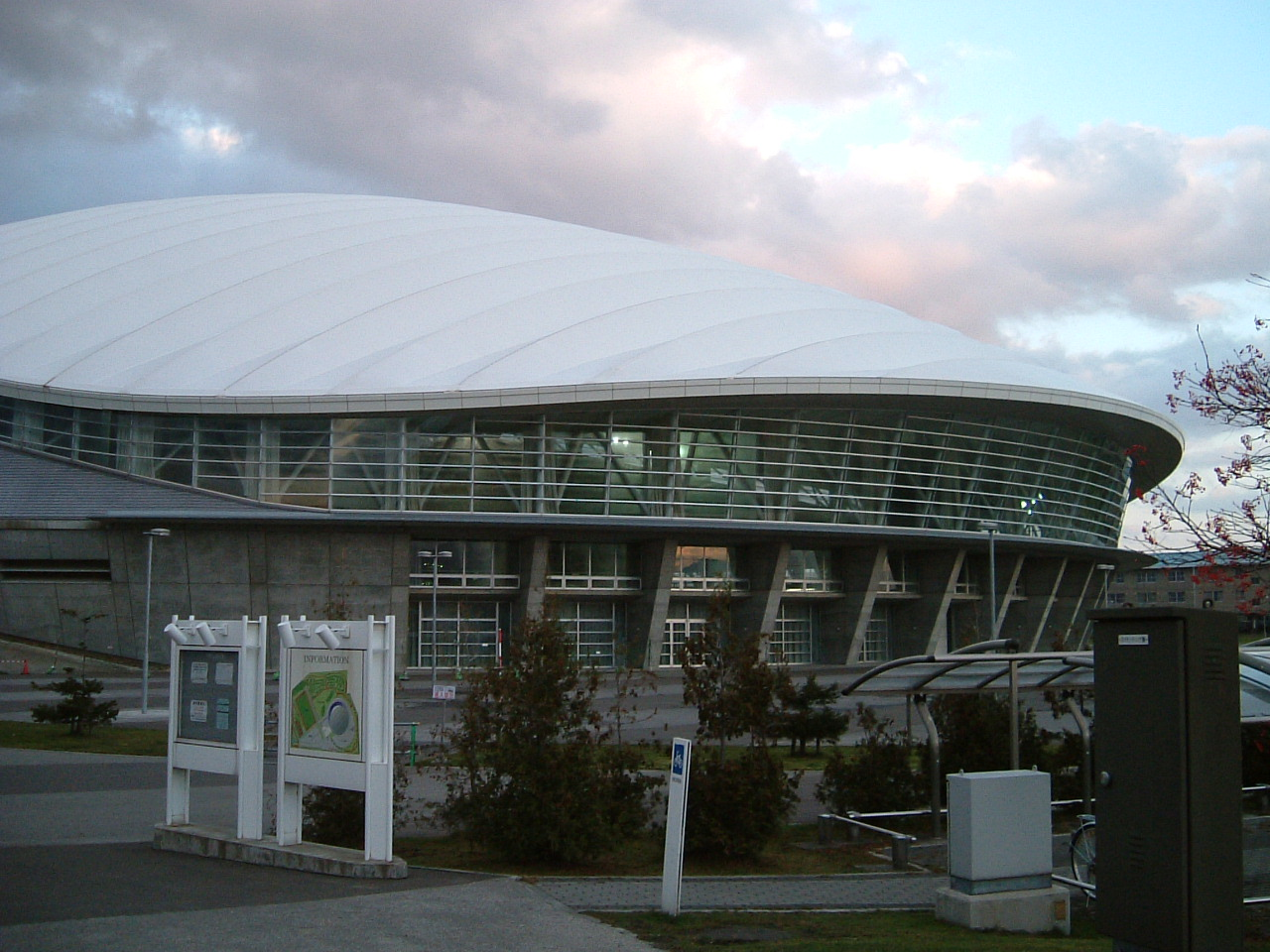
札幌コミュニティドーム（つどーむ、日本）
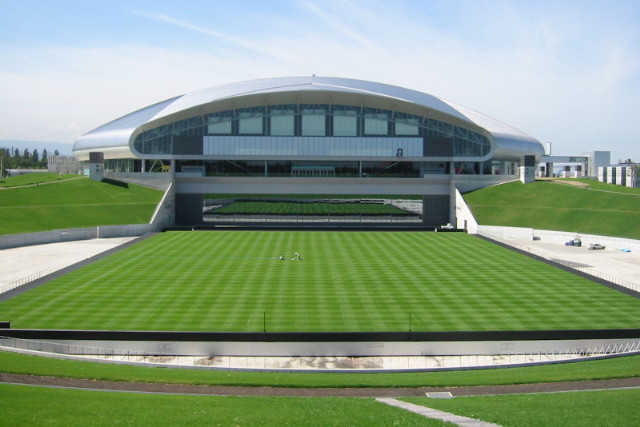
札幌ドーム（日本）
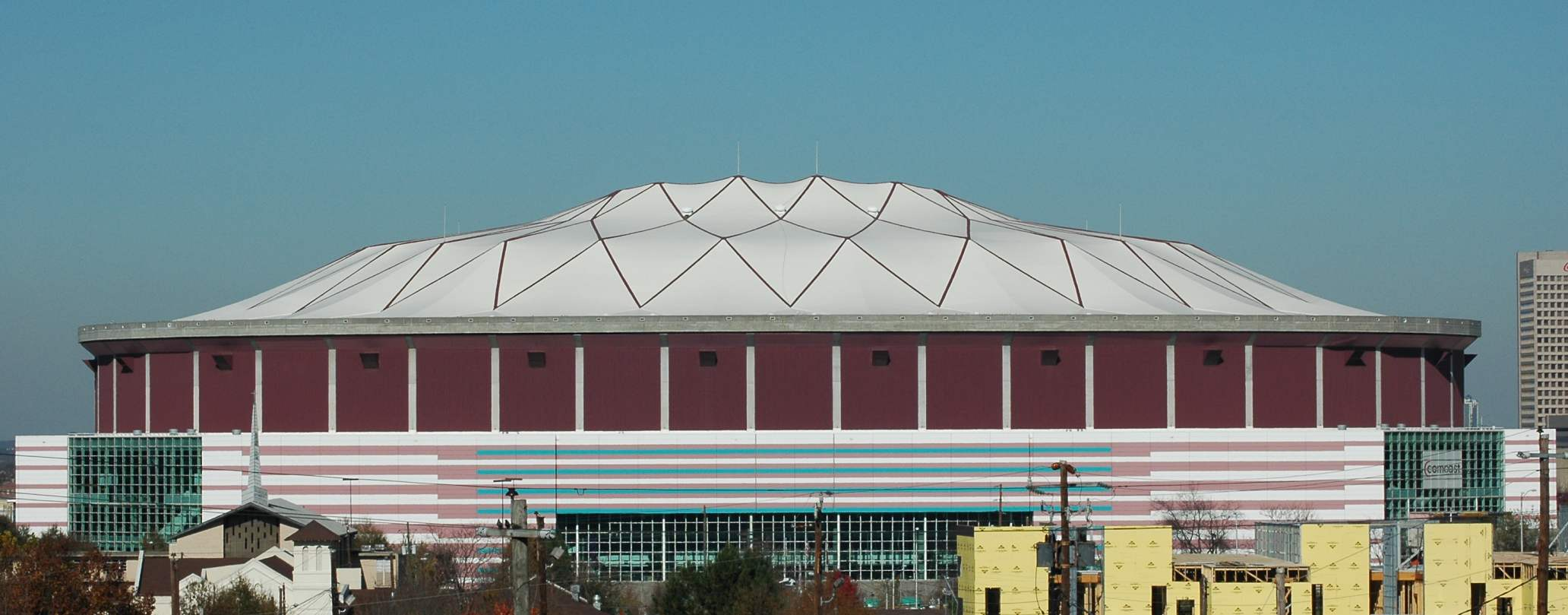
ジョージア・ドーム（アメリカ）
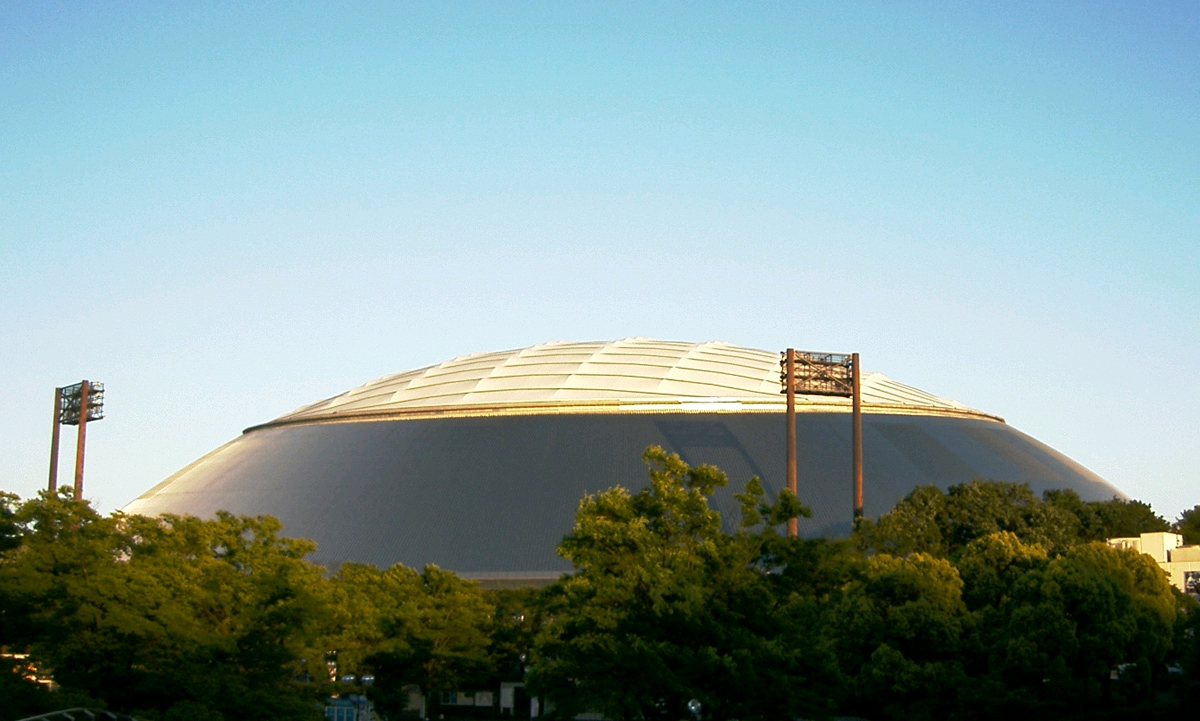
西武ドーム（ベルーナドーム、日本）
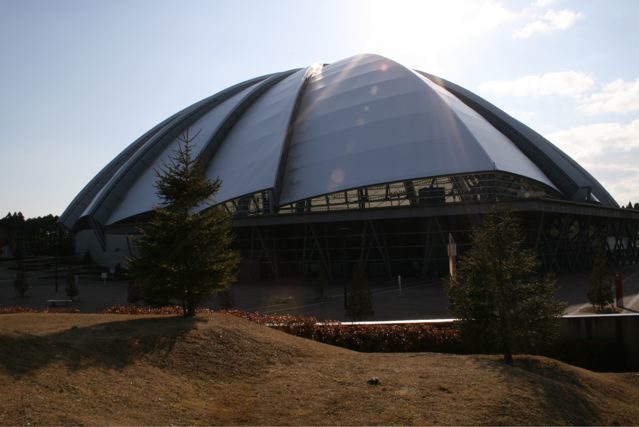
仙台市屋内グラウンド（シェルコムせんだい、日本）
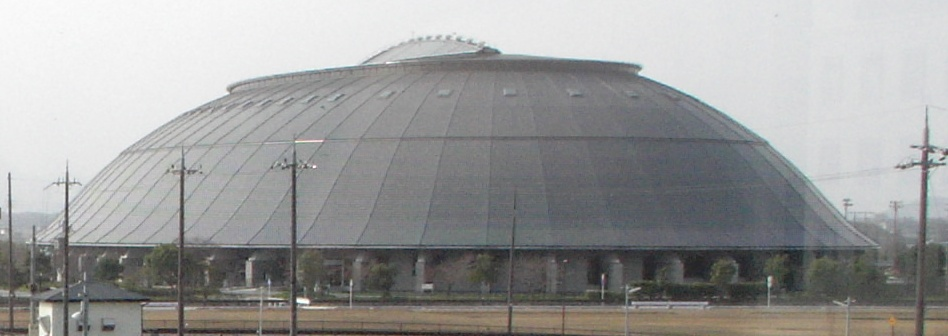
長浜ドーム（日本）
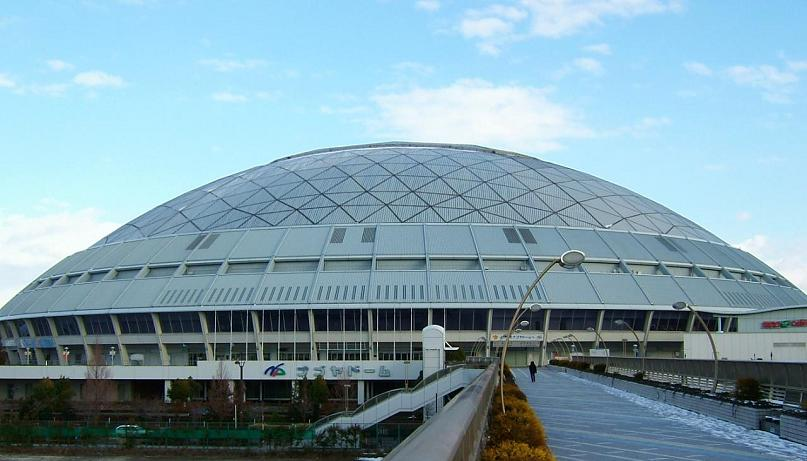
ナゴヤドーム（日本）
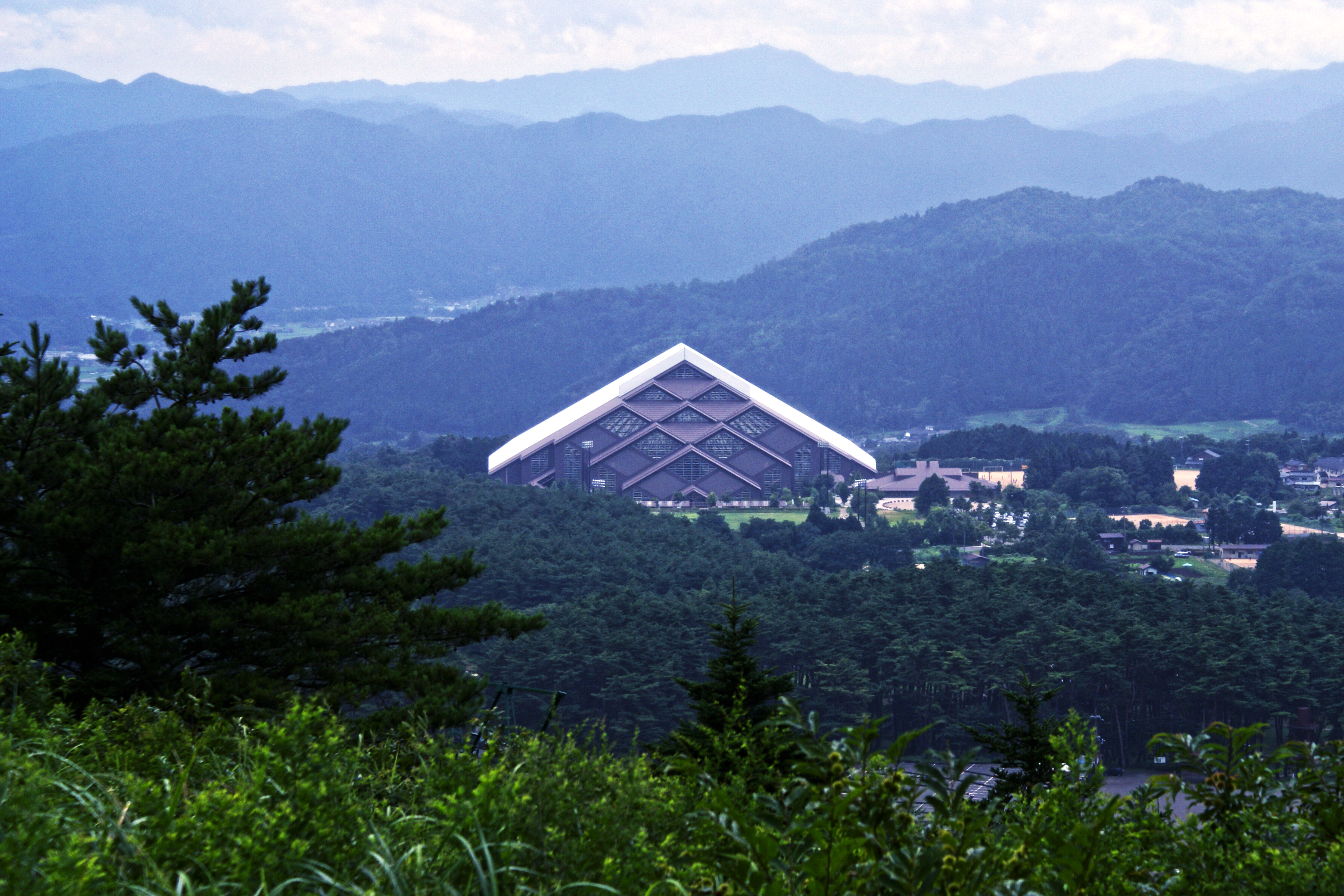
但馬ドーム（日本）
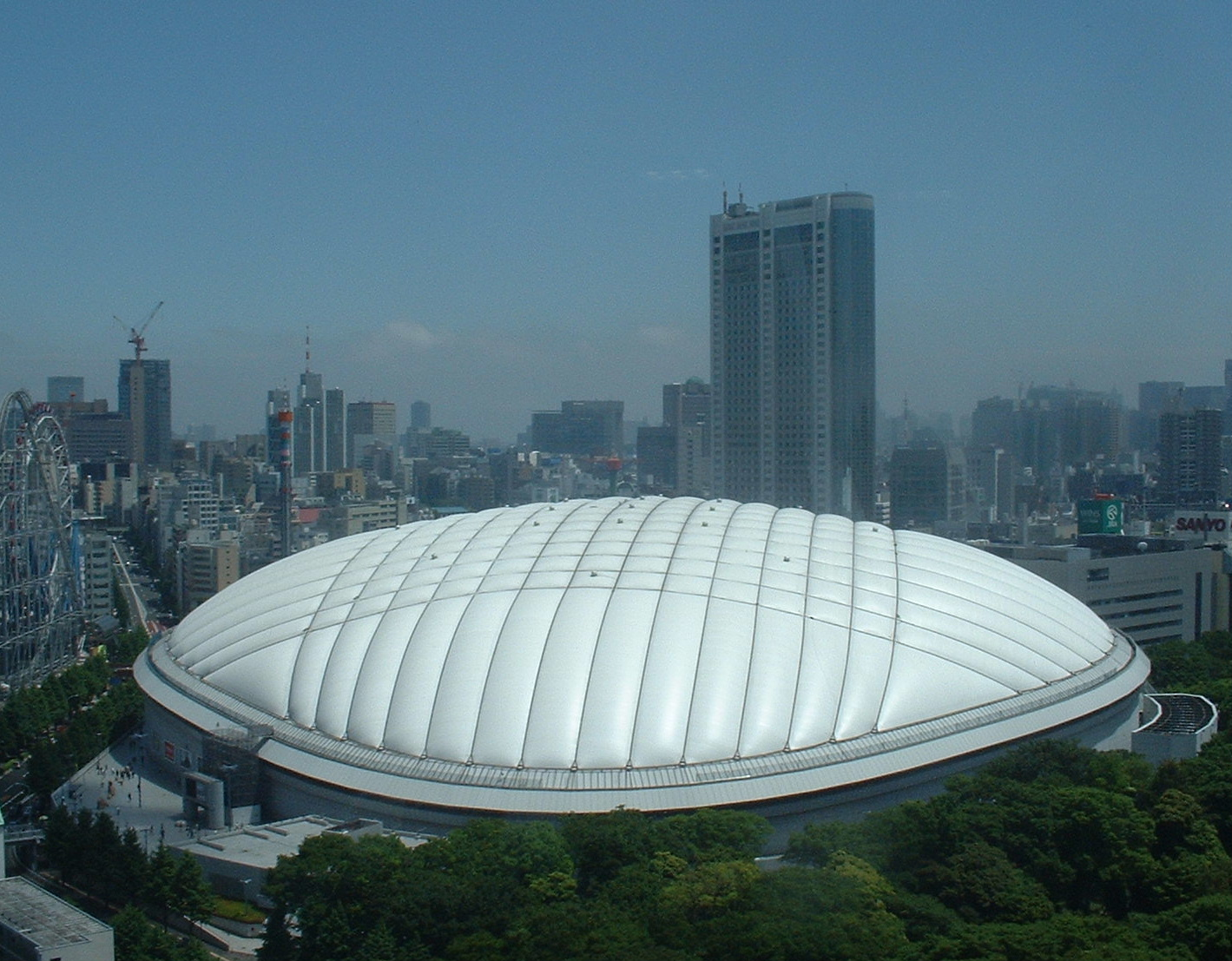
東京ドーム（日本）
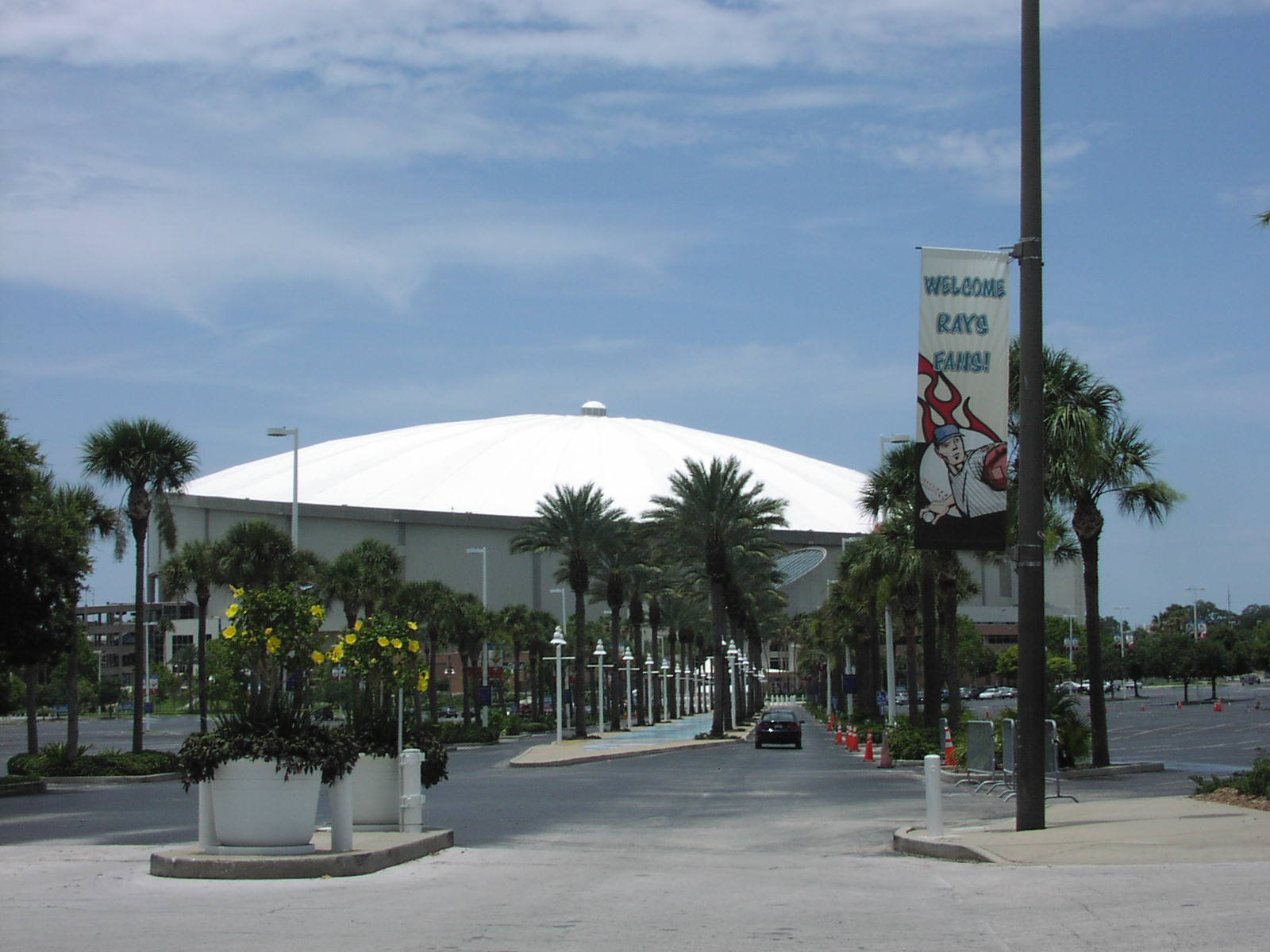
トロピカーナ・フィールド（旧称・フロリダ・サンコースト・ドーム、アメリカ）
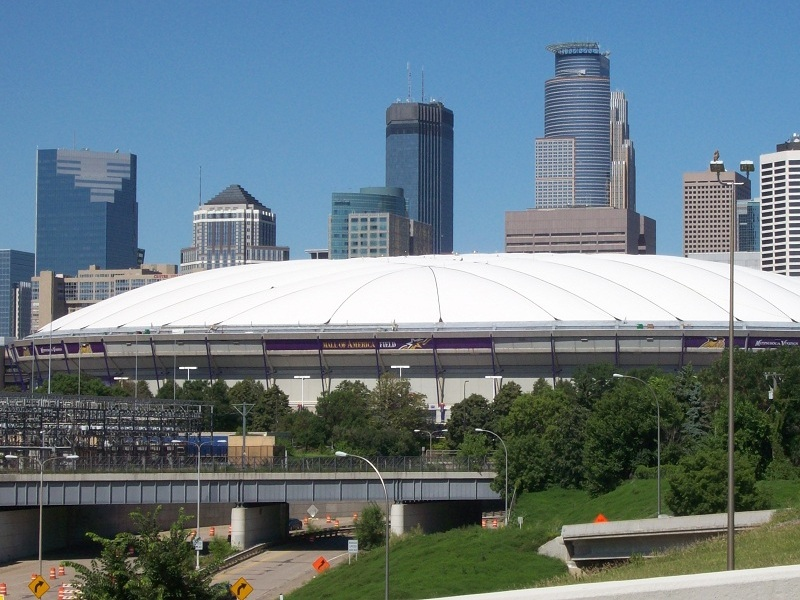
ヒューバート・H・ハンフリー・メトロドーム（通称・メトロドーム、アメリカ）（2014年解体）
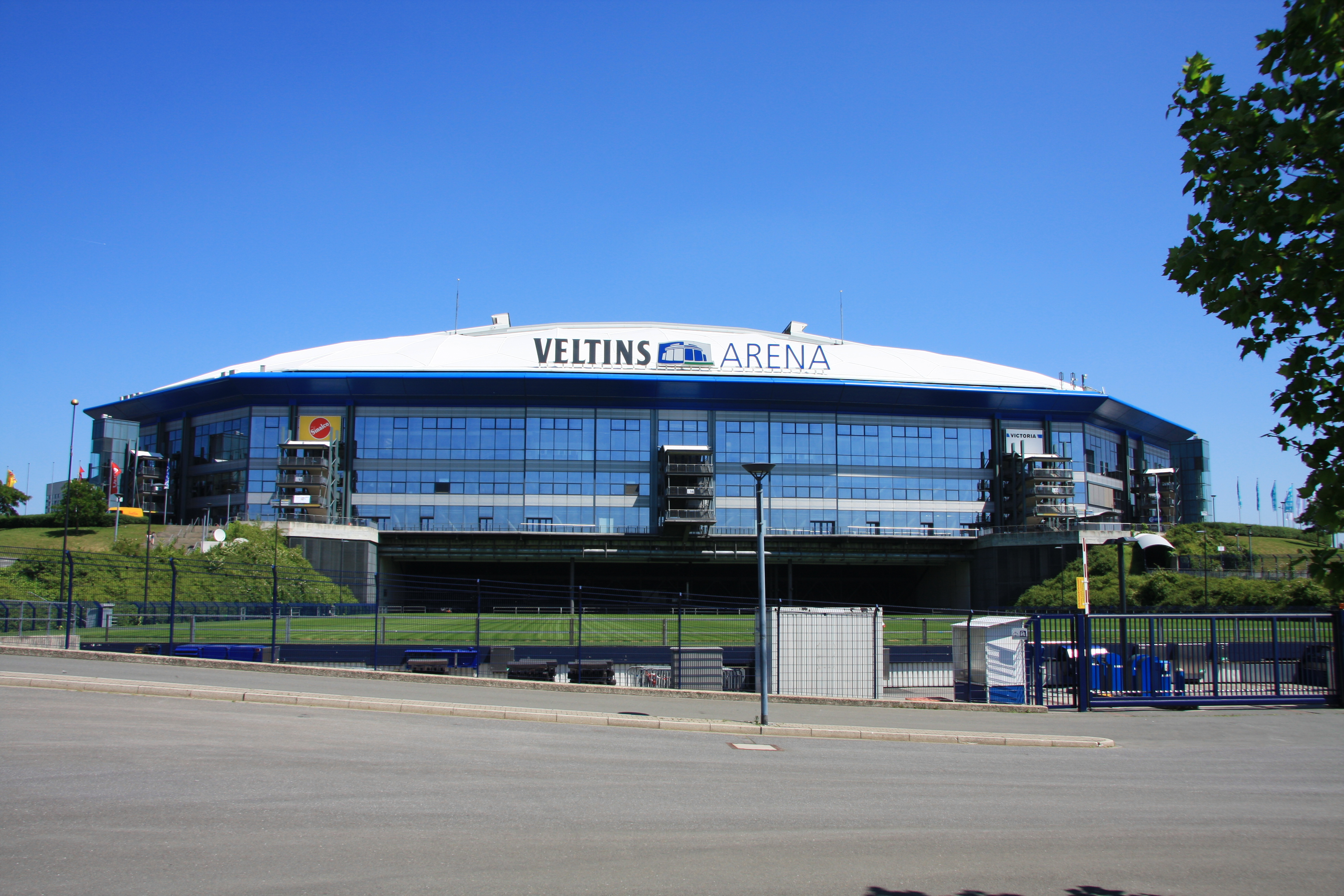
フェルティンス・アレーナ（旧称・アレーナ・アウフシャルケ、ドイツ）
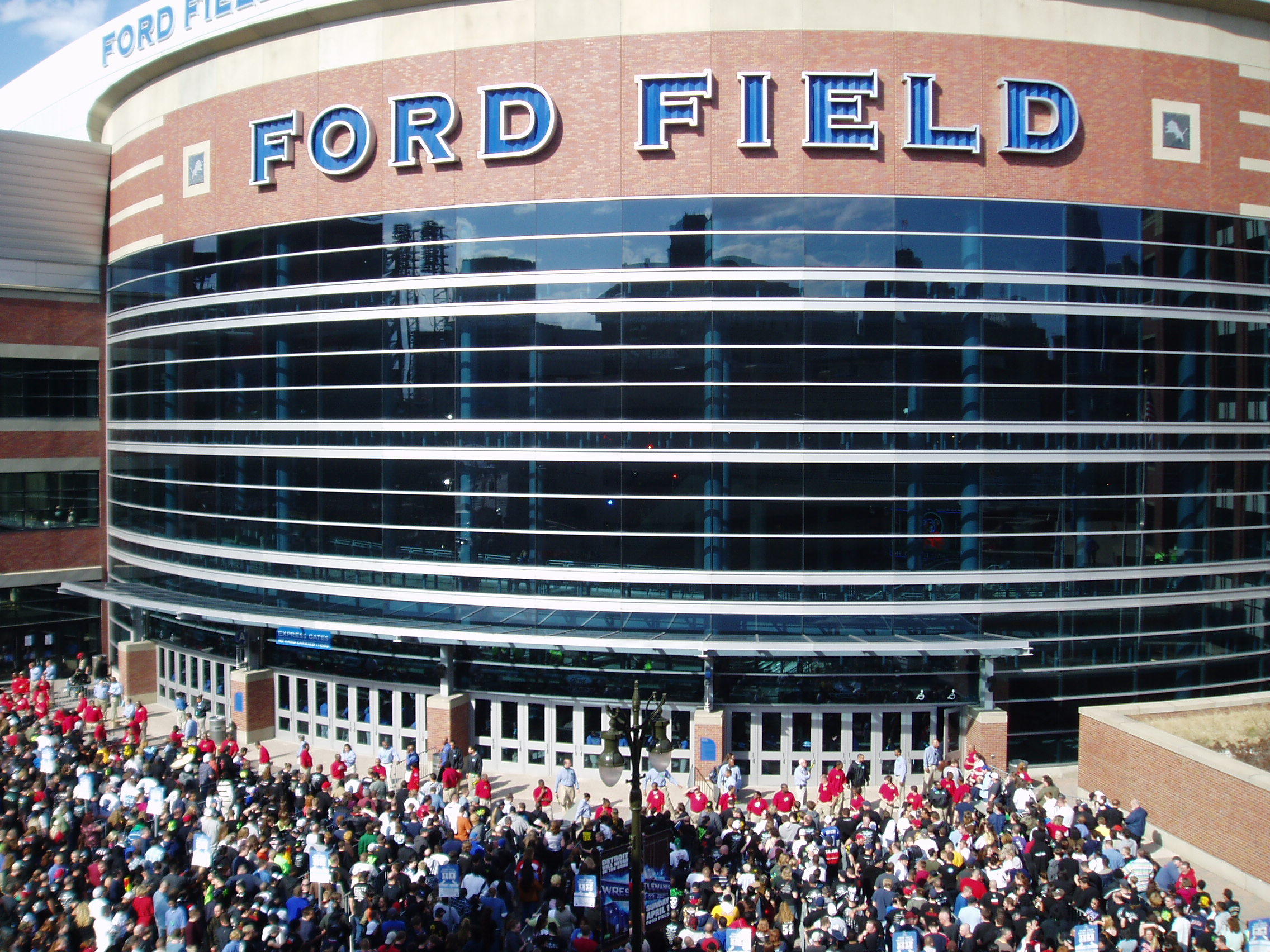
フォード・フィールド（アメリカ）
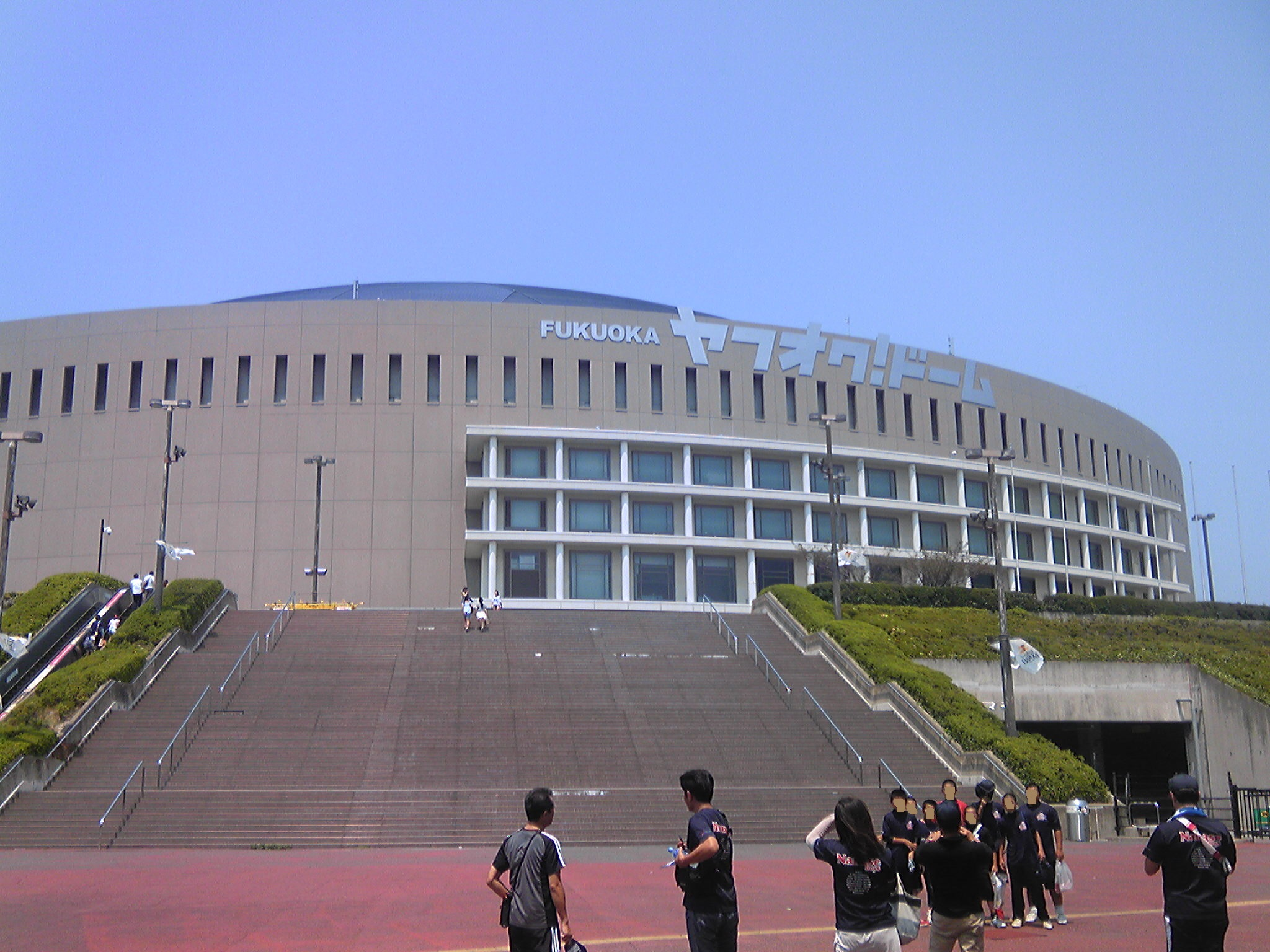
福岡ドーム（福岡みづほPayPayドーム、日本）
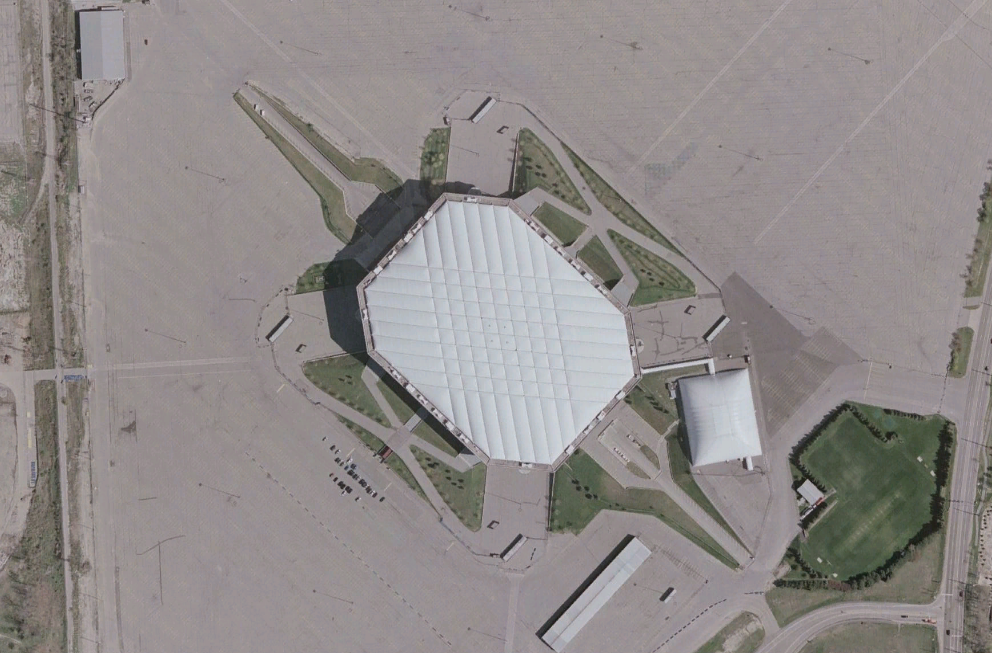
ポンティアック・シルバードーム（アメリカ）
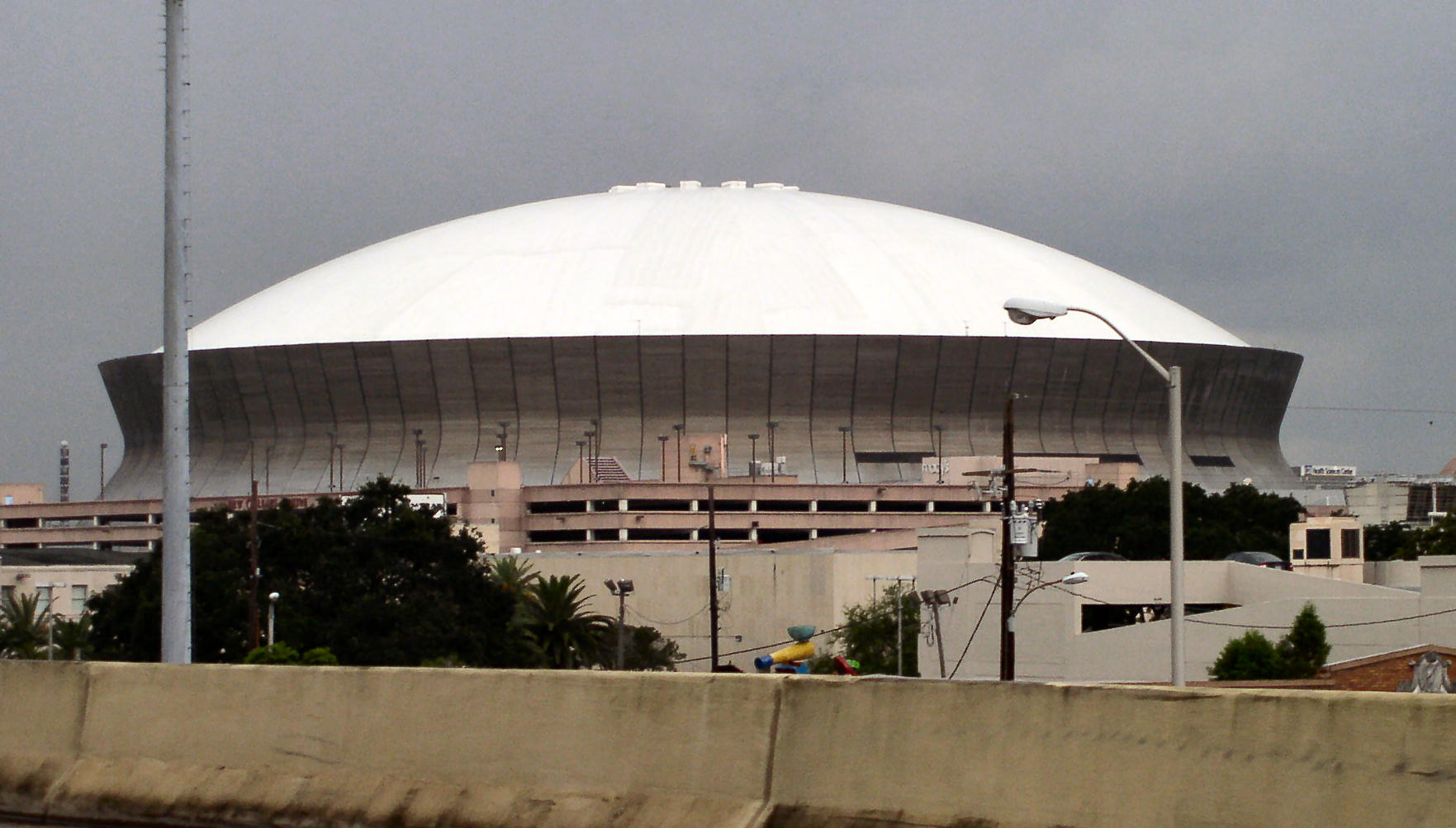
ルイジアナ・スーパードーム（メルセデス・ベンツ・スーパードーム、アメリカ）
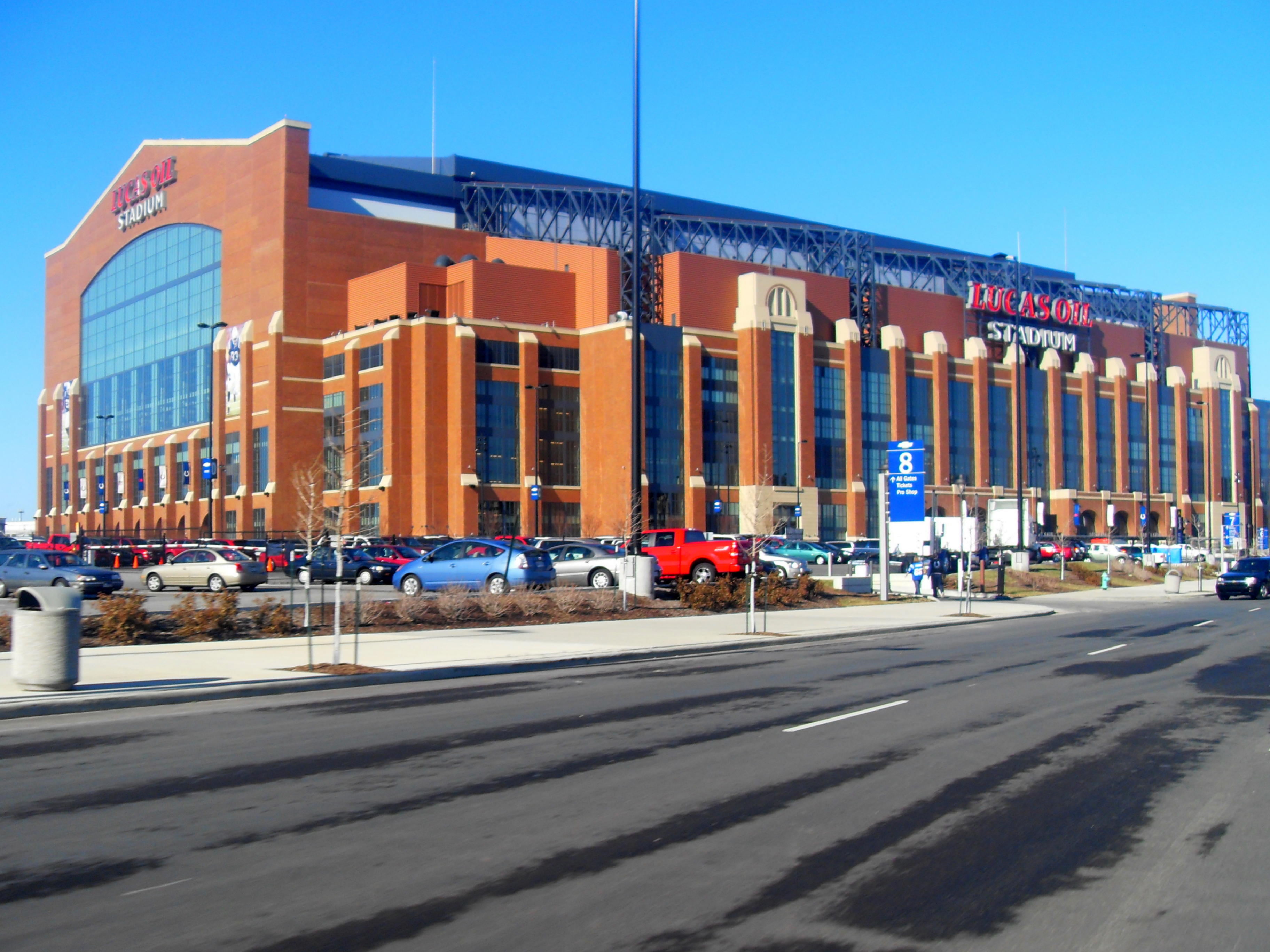
ルーカス・オイル・スタジアム（アメリカ）
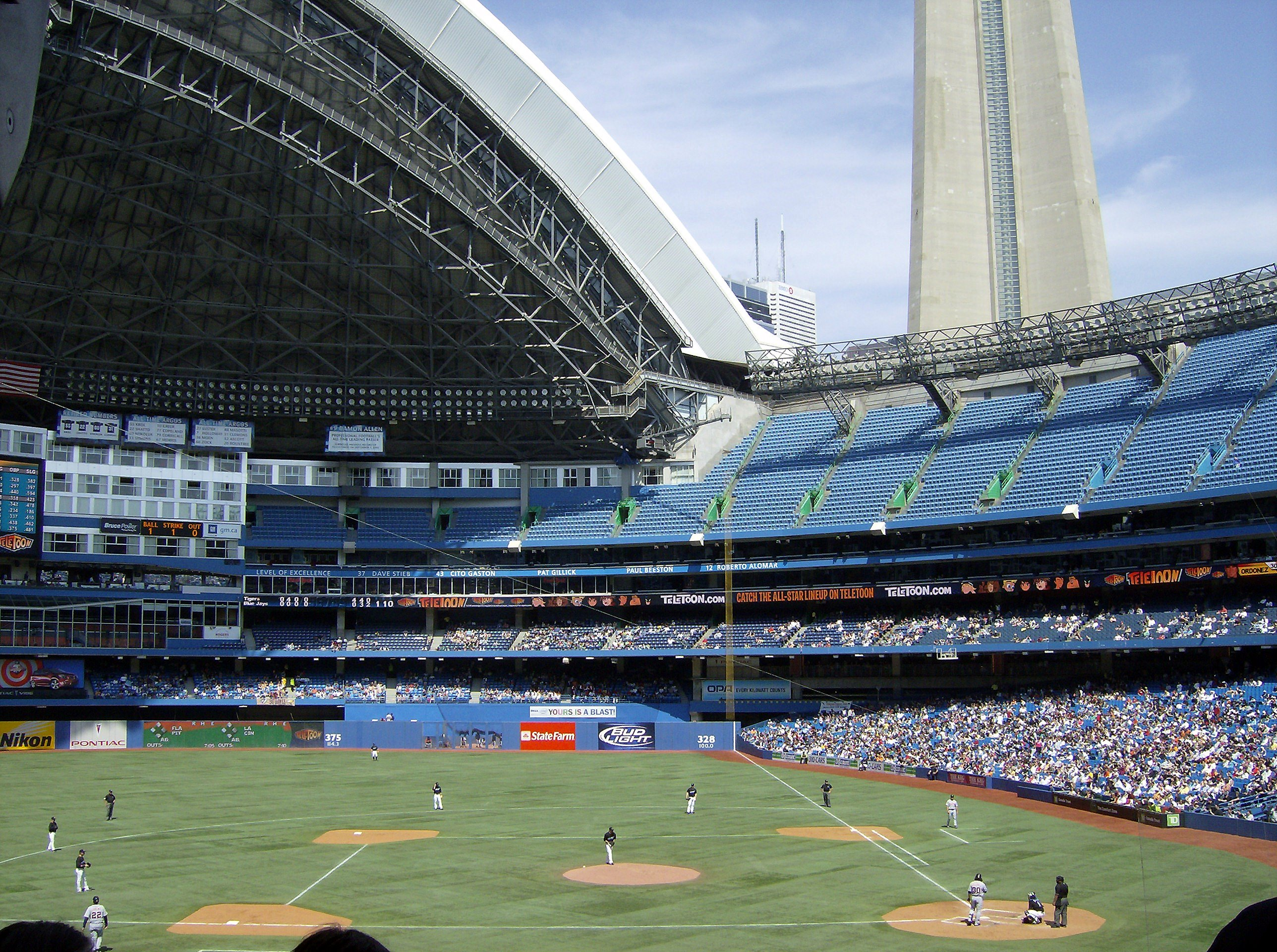
ロジャーズ・センター（旧称・スカイドーム、アメリカ）
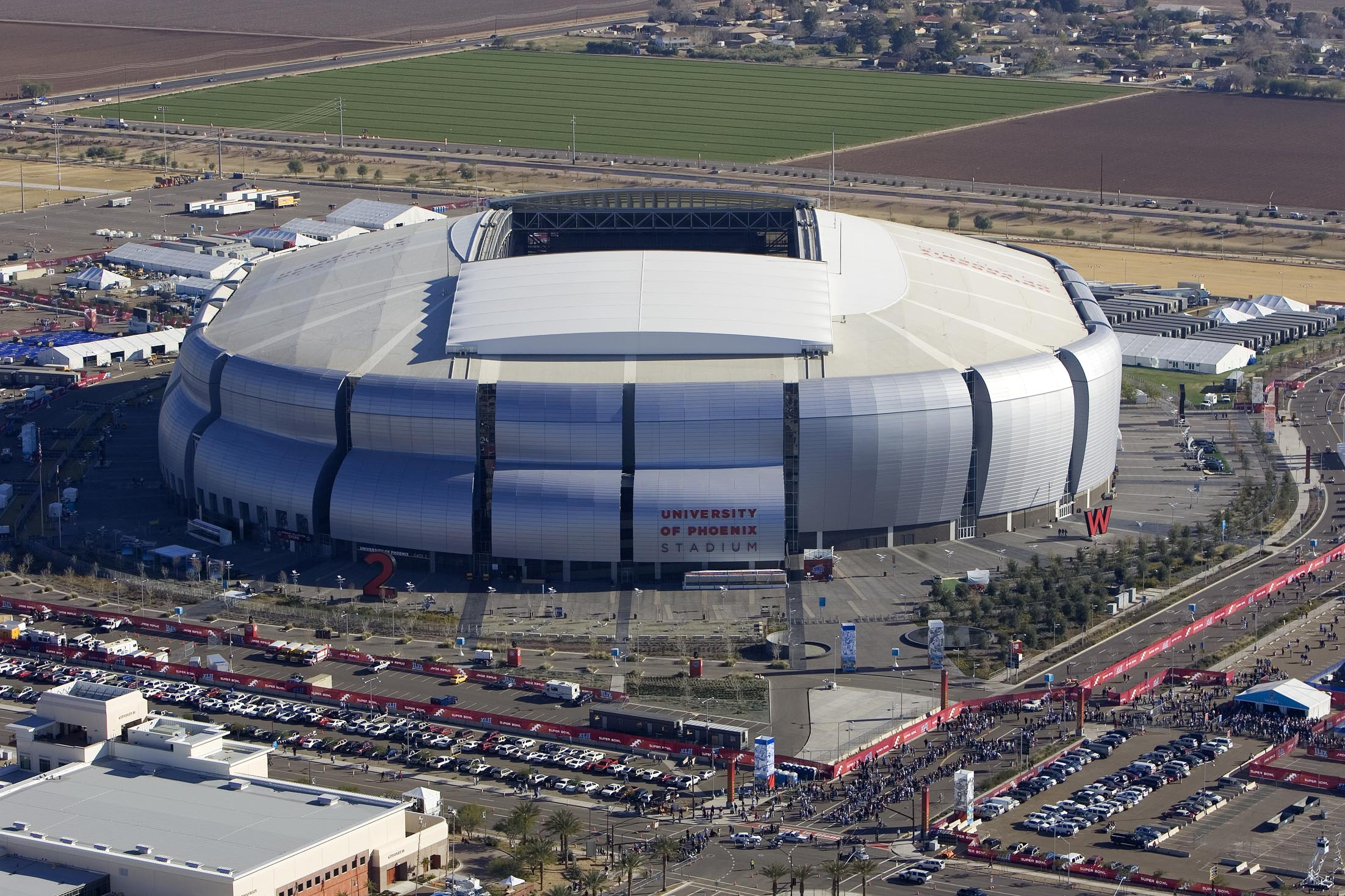
ユニバーシティ・オブ・フェニックス・スタジアム（アメリカ）
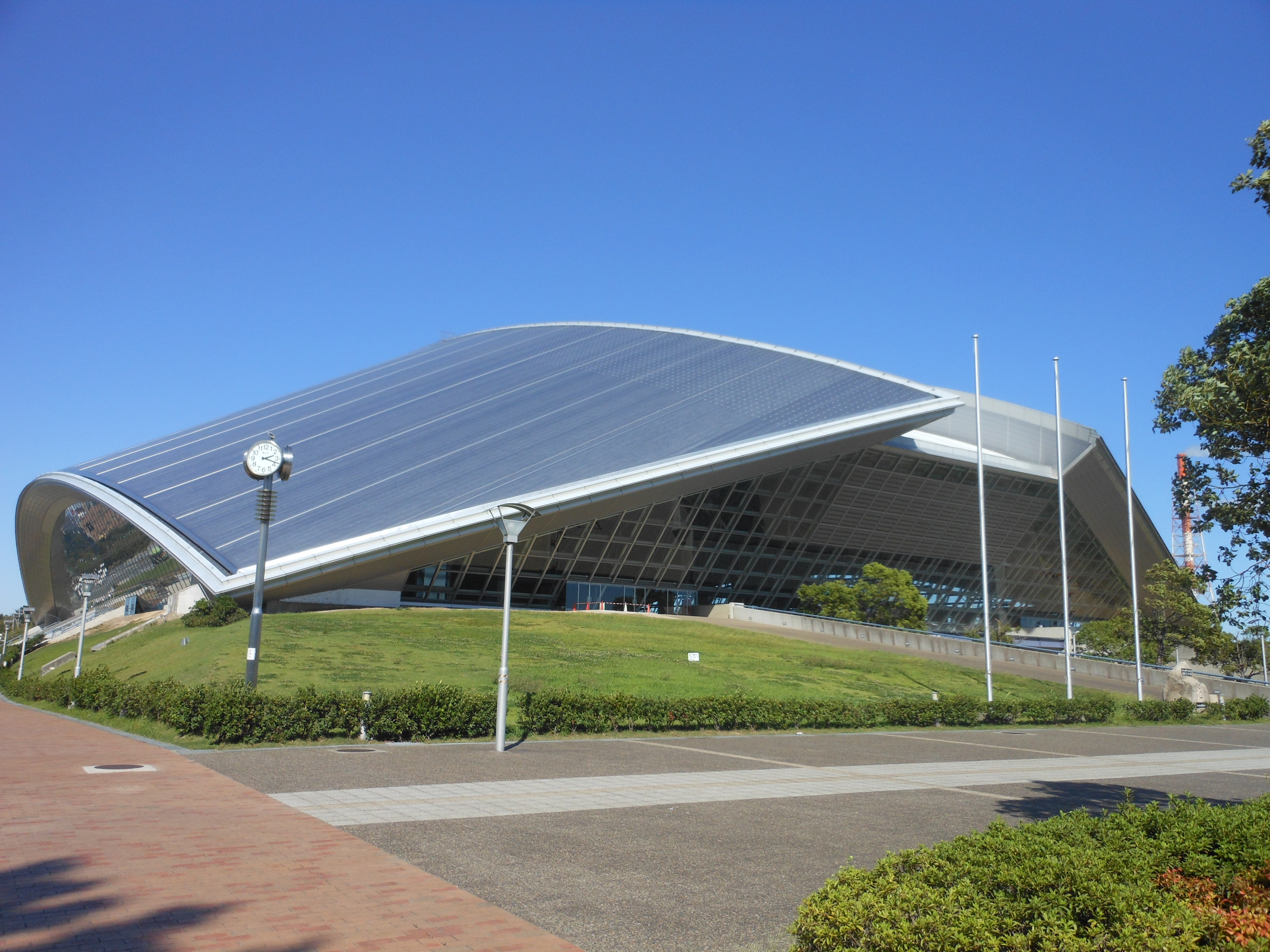
四日市ドーム（日本）
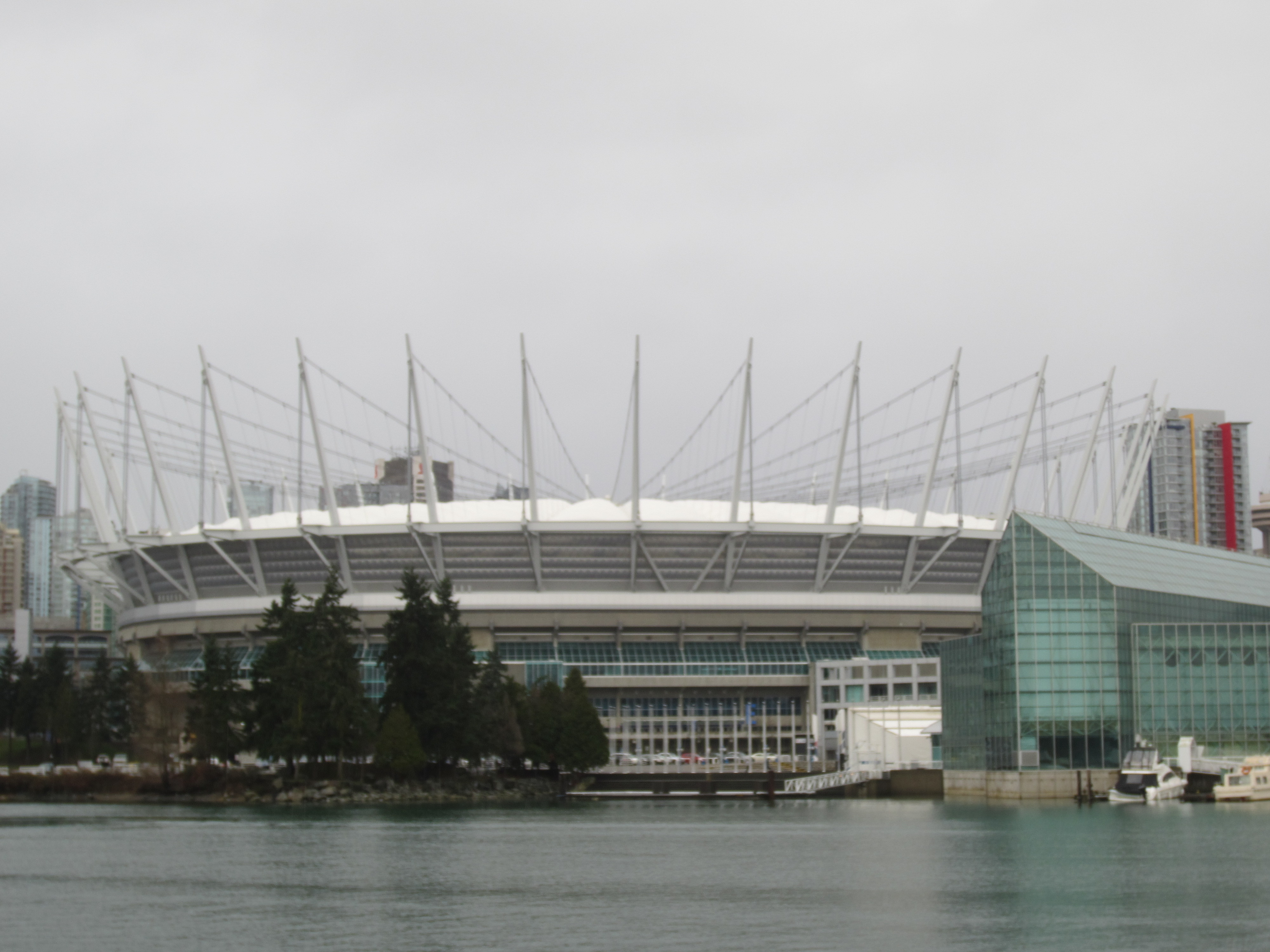
BCプレイス・スタジアム（カナダ）
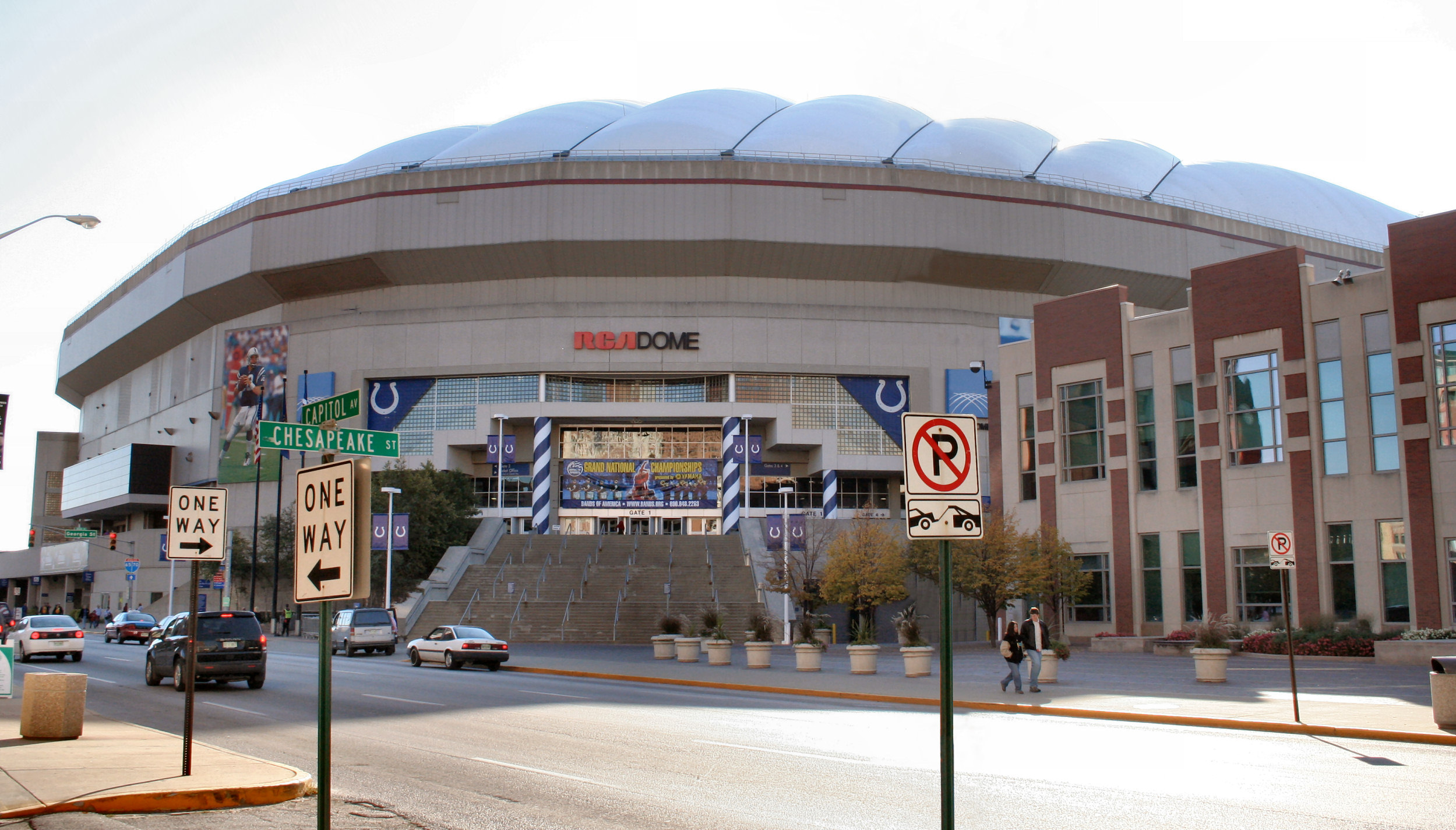
RCAドーム（2008年解体、アメリカ）